# Marilyn Monroe
Marilyn Monroe (wym. /ˈmærəlɪn mənˈroʊ/), właśc. Norma Jeane Mortenson (ur. 1 czerwca 1926 w Los Angeles, zm. 4 sierpnia 1962 tamże) – amerykańska aktorka, modelka, piosenkarka i producentka filmowa. Gwiazda filmowa, ikona kultury popularnej i seksbomba lat 50. i 60. XX w. American Film Institute umieścił ją na szóstym miejscu na liście największych aktorek wszech czasów (The 50 Greatest American Screen Legends).
Karierę zaczęła w latach 40. jako pin-up girl. Później trafiła do świata filmu, gdzie pracowała dla 20th Century Fox (1946–47) i Columbia Pictures (1948). W 1951 związała się z wytwórnią Fox, wkrótce później zyskała popularność dzięki występom w filmach: Małpia kuracja, Niagara, Mężczyźni wolą blondynki czy Słomiany wdowiec. Zasłynęła z ról stereotypowych blondynek, ale wcielała się również w postacie bardziej złożone i dramatyczne. W 1955 studiowała aktorstwo metodyczne w Actors Studio u Lee Strasberga i założyła własną wytwórnię – Marilyn Monroe Productions. Za rolę Elsie w Księciu i aktoreczce otrzymała nagrody David di Donatello i Crystal Star Award, a za rolę Sugar „Kane” Kowalczyk w Pół żartem, pół serio zdobyła Złoty Glob. Film Skłóceni z życiem był ostatnim w jej karierze.
Wiele uwagi prasa poświęcała życiu prywatnemu Monroe. Aktorka zmagała się z uzależnieniami, m.in. od alkoholu i barbituranów, a także z zaburzeniami psychicznymi. Była trzykrotnie rozwiedziona, a jej małżeństwa z baseballistą Joe DiMaggio i dramaturgiem Arthurem Millerem były przedmiotem zainteresowania mediów. Nie miała dzieci, choć spekuluje się, iż w okresie nastoletnim urodziła syna, który został jej odebrany krótko po porodzie. 
Zmarła w 1962 w wieku 36 lat z powodu przedawkowania barbituranów w swoim domu w Los Angeles. Choć jej śmierć została uznana za „prawdopodobne samobójstwo”, wokół niej pojawiło się kilka teorii spiskowych.

## Życiorys

### Młodość

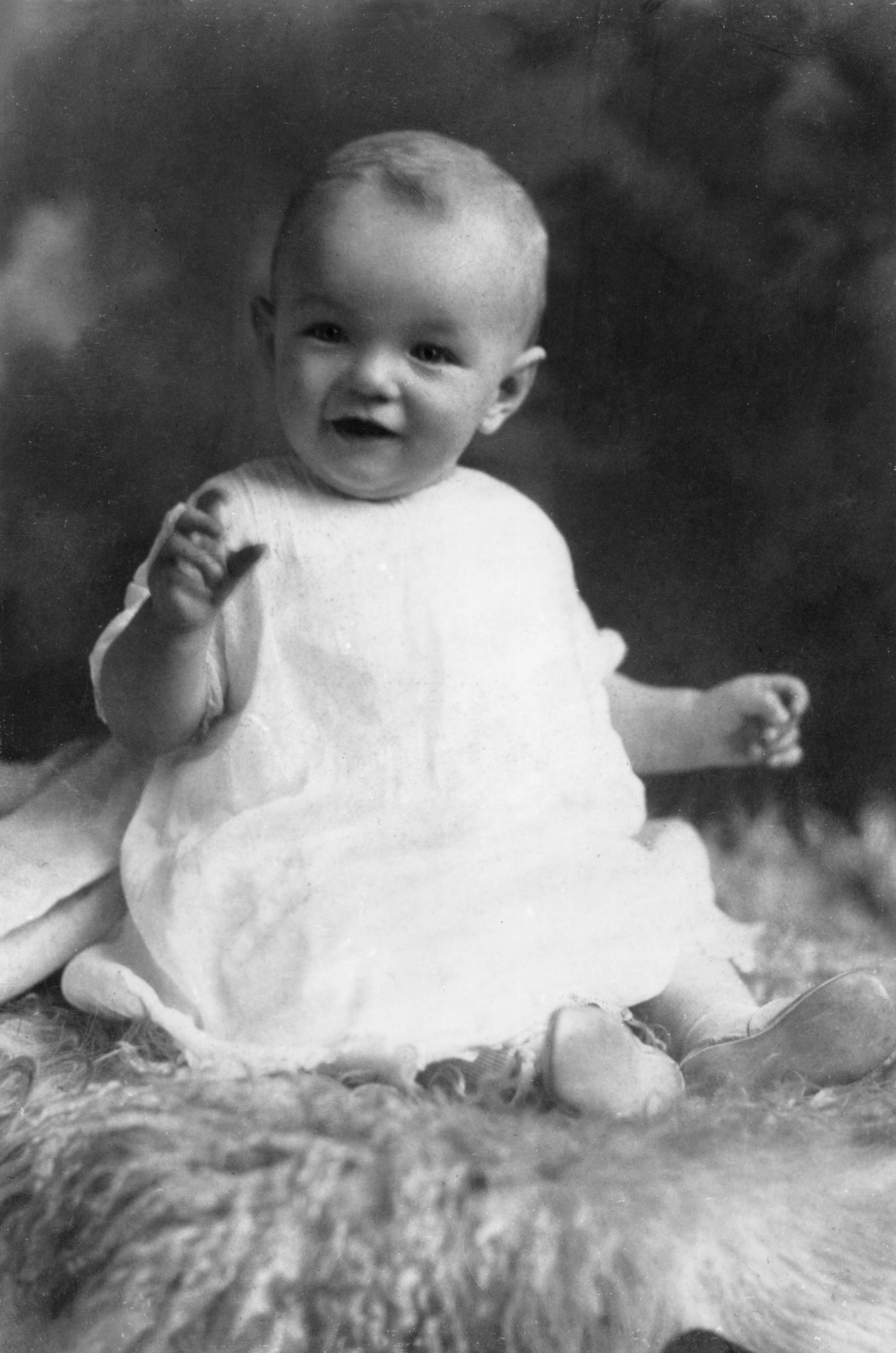
Monroe w okresie niemowlęctwa

Norma Jeane Mortenson urodziła się 1 czerwca 1926 o godz. 9:30 w General Hospital w Los Angeles. Była córką Gladys Pearl Monroe Baker (1902–1984) i Charlesa Stanleya Gifforda (1898–1965), którzy pracowali jako montażyści w Hollywoodzkiej Wytwórni Filmowej Consolidated Film Industries. Rodzina Gifforda nie zgadzała się na to, aby ten poślubił rozwódkę w ciąży, która nie wychowywała jego dzieci. Gifford wkrótce rozstał się z Baker i nie był obecny przy narodzinach ich dziecka, zaś w późniejszych latach – po ożenku z inną kobietą – nie utrzymywał kontaktów ani z córką, ani byłą kochanką. W 2022 badania DNA potwierdziły, że Gifford był ojcem Monroe. W akcie urodzenia Monroe i w akcie ślubu z Arthurem Millerem jako ojciec podany jest Martin Edward Mortensen (1897–1981), agent ubezpieczeniowy i drugi mąż Baker, który opuścił rodzinę tuż przed narodzinami Normy i z którym kobieta rozwiodła się w 1928. Marilyn miała czwórkę przyrodniego rodzeństwa: z pierwszego małżeństwa matki, z Johnem Newtonem Bakerem (1886–1951), miała brata Roberta Kermita „Jacka” (1917–1933) i siostrę Berniece (1919–2014); a z małżeństwa ojca z Lillian Priester (1898–1978) – siostrę Doris Elizabeth (1920–1933) i brata Charlesa Stanleya juniora (1922–2015).  
| 4. Frederick Almy Gifford (1867–1957)        |  |                                        |  |  |                   |
|                                              |  | 2. Charles Stanley Gifford (1898–1965) |  |  |                   |
| 5. Lizzie Easton Tennant Gifford (1866–1904) |  |                                        |  |  |                   |
|                                              |  |                                        |  |  | 1. Marilyn Monroe |
| 6. Otis Elmer Monroe (1866–1909)             |  |                                        |  |  |                   |
|                                              |  | 3. Gladys Pearl Baker (1902–1984)      |  |  |                   |
| 7. Della Hogan Monroe (1876–1927)            |  |                                        |  |  |                   |
|                                              |  |                                        |  |  |                   |

Monroe otrzymała imię na cześć aktorki Normy Talmadge. Baker nie mogła zrezygnować z pracy na rzecz opieki nad córką, dlatego po namowach matki, Delli Monroe, po dwóch tygodniach opieki – 13 czerwca 1926 — oddała dziecko pod opiekę rodziny zastępczej, Alberta i Idy Bolenderów, gorliwych protestantów, którzy byli sąsiadami Delli i mieszkali przy 459 East Rhode Island w Hawthorn, robotniczej dzielnicy Los Angeles. 6 grudnia 1926 Ida Bolender i Della Monroe ochrzciły Normę Jeane w kościele Foursquare Church w Hawthorne, w którym pastorką zielonoświątkową była siostra Aimee Semple McPherson. Ceremonia odbyła się w kościele Zjednoczonego Kościoła Zielonoświątkowego, ponieważ Della Monroe była jego wyznawczynią tak samo jak Bolenderowie, i uważała, że jej wnuczka powinna zostać właśnie tam ochrzczona. Matka Monroe łożyła na jej utrzymanie 25 dolarów miesięcznie i sporadycznie ją odwiedzała. Monroe była wychowywana przez Bolenderów przez pierwsze siedem lat swojego życia, traktowała ich jako swoich rodziców. W 1933 trafiła pod opiekę matki, z którą wprowadziła się do mieszkania przy Afton Place. Baker, u której zdiagnozowano schizofrenię paranoidalną, 15 stycznia 1934 została pacjentką Metropolitan State Hospital w Los Angeles; resztę życia spędziła w izolacji i rzadko miała okazję spotkać się z córką. Norma wówczas trafiła pod opiekę Grace McKee, przyjaciółki matki, która znacząco wpłynęła na pobudzanie u dziewczynki chęci zostania gwiazdą filmową. 13 września 1935 trafiła do sierocińca w Hollywood, w którym pozostała do czerwca 1937. W późniejszych latach utrzymywała, że wychowywało ją 11 różnych rodzin zastępczych, m.in. Olivia Monroe (szwagierka Gladys Monroe) i Ida Martin (kuzynka Grace McKee). Przez cztery lub pięć lat mieszkała u Edith Any Atchinson Lower (ciotki Grace McKee) w jej dwurodzinnym domu przy 11 348 Nebraska Avenue.
Jako dziecko jąkała się oraz była dość wstydliwa i nieśmiała. Twierdziła, że gdy miała osiem lat, padła ofiarą molestowania seksualnego ze strony mężczyzny o nazwisku Kimmel, lokatora rodziny zastępczej, u której mieszkała, a kiedy miała 11 lat, seksualnie wykorzystali ją Ervin Goddard (mąż Grace McKee) i jej starszy kuzyn o imieniu Jack. W dzieciństwie podjęła naukę gry na pianinie u Marion Miller. Była przeciętną uczennicą. W czerwcu 1941 ukończyła naukę w Emerson Junior High School. Przez cztery miesiące uczyła się w Van Nuys High School, po czym przeszła do University High School. W okresie szkolnym występowała w przedstawieniach, najczęściej obsadzano ją w rolach męskich.
W 1942 Grace i Ervin Goddardowie, prawni opiekunowie wówczas 16-letniej Normy, planowali wyprowadzkę z Kalifornii. Aby uniknąć powrotu do sierocińca, nastolatka 19 czerwca 1942 poślubiła Jamesa Dougherty’ego, syna swoich sąsiadów.

### Droga do sławy

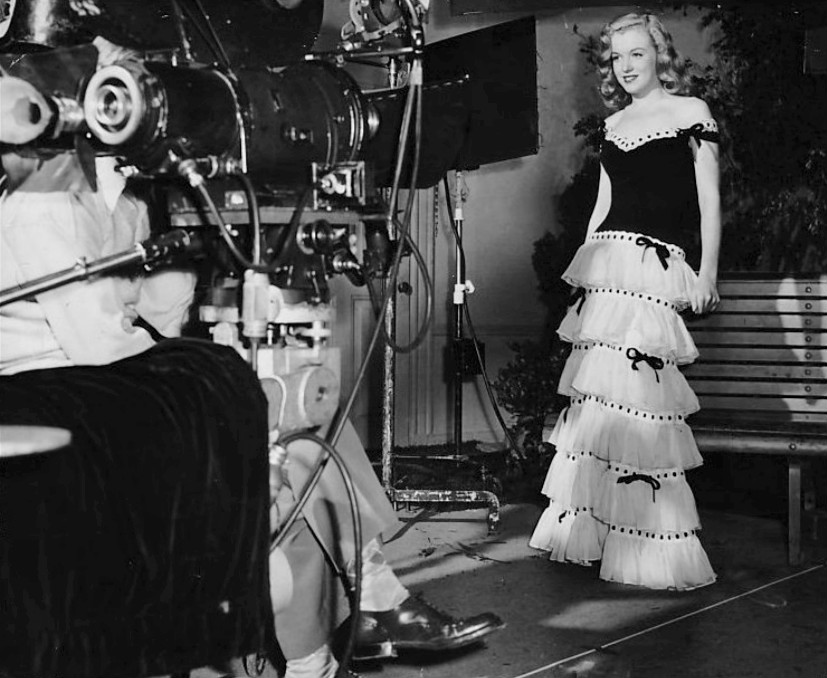
Monroe (1947)

W kwietniu 1944, z pomocą teściowej, Ethel Dougherty, została zatrudniona w Radioplane Company, fabryce produkującej samoloty do celów szkoleniowych, w której początkowo malowała i lakierowała części do samolotów, a następnie sprawdzała i zwijała spadochrony. Pracowała tam po 10 godzin dziennie i zarabiała 20 dol. tygodniowo. W trakcie pracy w fabryce spotkała fotografa Davida Connovera z 1. Filmowej Jednostki Armii, który – na zlecenie oficera Ronalda Reagana – wykonywał zdjęcia do fotoreportażu, który miał być opublikowany w czasopiśmie „Yank”. Choć żadne ze zdjęć Monroe nie trafiło do druku, ta zdecydowała się na rozpoczęcie pracy jako fotomodelka – porzuciwszy pracę w fabryce, zrealizowała kilka sesji zdjęciowych z Connoverem; za godzinę pozowania zarabiała pięć dolarów. W sierpniu 1945 podpisała kontrakt z Blue Book Model Agency, dla której pracowała jako hostessa, a jej zdjęcia zdobiły okładki czasopism, takich jak „Pageant”, „Swank”, „Sir” czy „Peek”. W tym okresie pracowała także z fotografem André de Dienesem.
Marzyła o karierze pokroju Jean Harlow, która była jej idolką. W 1946 współpracą z aktorką zainteresowany był Howard Hughes, szef RKO Pictures, o czym poinformowała Hedda Hopper w notatce opublikowanej 29 lipca 1946 w magazynie „Los Angeles Times”. Debiutantka zainteresowała sobą także Bena Lyona, kierownika ds. obsady w 20th Century Fox, na którego zaproszenie wzięła udział w zdjęciach próbnych; operator kamery Leon Shamroy był pod wrażeniem aktorki, bowiem stwierdził: „Dziewczyna będzie drugą Harlow!”. 24 sierpnia 1946 podpisała kontrakt z wytwórnią, na mocy którego zarabiała 75 dol. tygodniowo. Za namową Bena Lyona przybrała pseudonim artystyczny; przez jakiś czas występowała jako Carole Lind, później zaczęła przedstawiać się jako Marilyn Monroe, czym nawiązała do imienia aktorki Marilyn Miller i nazwiska panieńskiego matki. Podjęła naukę w Actors’ Laboratory Theatre, którą opłacała jej wytwórnia. Brała udział w lekcjach śpiewu, tańca i pantomimy oraz kontynuowała karierę fotomodelki.
Przez pierwsze pół roku od zawarcia umowy z 20th Century Fox nie dostawała żadnej roli, ale mimo to prawie codziennie stawiała się w studiu i zgłaszała swoją gotowość do pracy, a także obserwowała kulisy kręcenia filmów. Zadebiutowała na planie filmowym epizodyczną rolą w komedii Scudda Hoo! Scudda Hay! (1947), w której wygłasza swoją pierwszą kwestię przed kamerą: „Hi, Rad!”. Choć grała tylko epizodyczną rolę, przykuwała uwagę ekipy filmowej swoją urodą. Następnie pojawiła się jako kelnerka Ewa w dramacie Niebezpieczne lata (Dangerous Years, 1947). Z pomocą wytwórni podjęła naukę w Actors’ Laboratory Theatre. Po tym, jak w sierpniu 1947 wytwórnia nie przedłużyła z nią kontraktu, wróciła do pracy w fotomodelingu. Dorabiała, pracując jako dziewczyna na telefon. Nawiązała też współpracę z Lucille Ryman Carroll, poszukiwaczką talentów z wytwórni Metro-Goldwyn-Mayer, dzięki której została aktorką studenckiego teatru, jednak przez częste spóźnianie się na próby szybko straciła w nim posadę. 

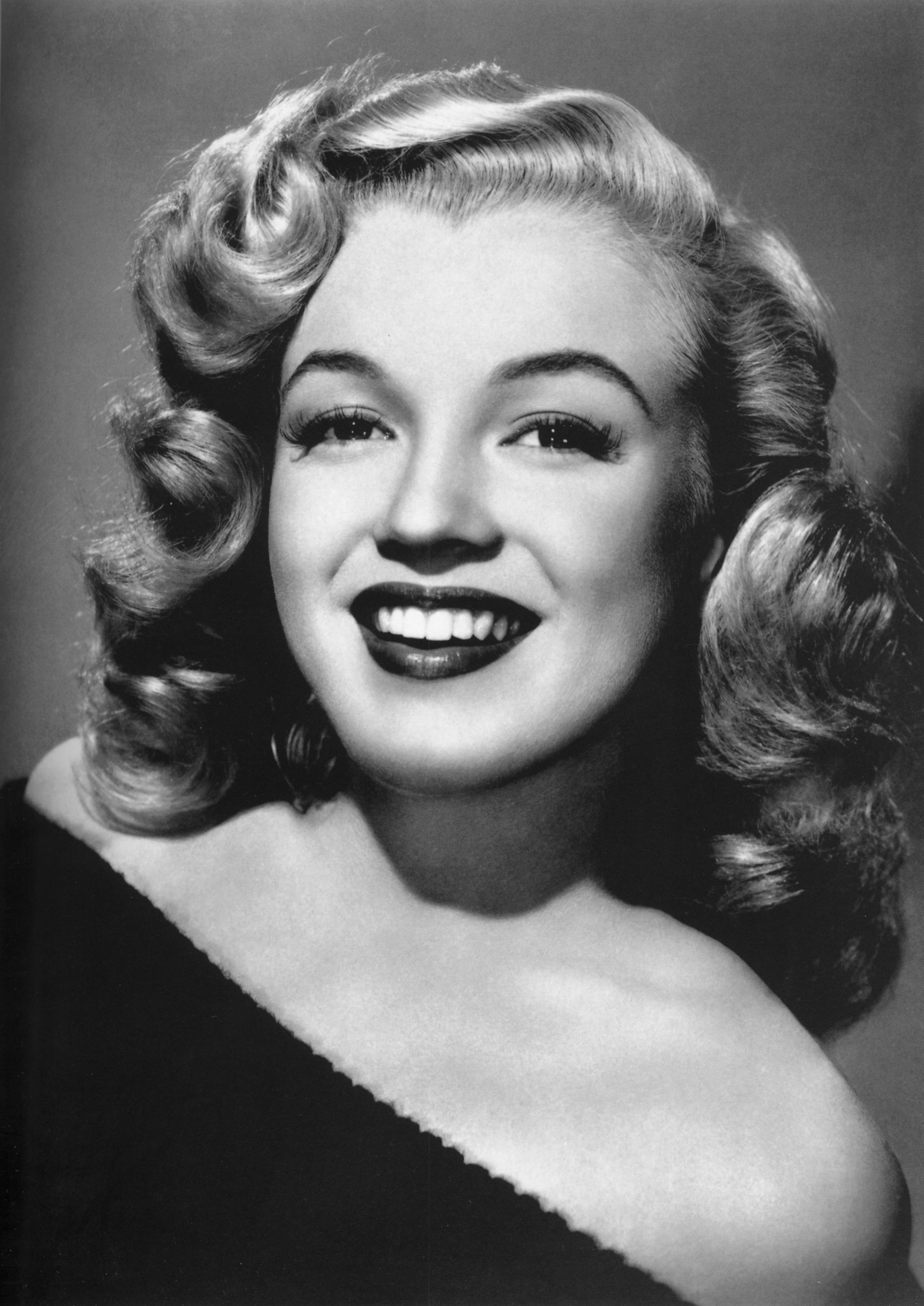
Monroe w latach 40.

Dzięki ożywionym kontaktom towarzyskim i domniemanemu romansowi z Josephem Schenckiem w marcu 1948 podpisała półroczny kontrakt z Columbia Pictures, na którego mocy zarabiała 125 dol. tygodniowo. Wiosną 1948 rozpoczęła naukę aktorstwa u Natashy Lytess, u której przez kolejne sześć lat uczyła się m.in. wymowy, oddechu i postawy. Zagrała chórzystkę Peggy w niskobudżetowym musicalu Dziewczyna z rewii (Ladies of the Chorus), a w filmie także zaśpiewała piosenki: „Every Baby Needs a Da Da Daddy” i „Anyone Can See I Love You”. Produkcja przeszła bez echa, choć Monroe zebrała przychylne recenzje prasowe za swój występ, głównie za wykonanie utworów. Wytwórnia nie przedłużyła kontraktu z Monroe. Pozbawiona stałego źródła dochodu, aktorka była asystentką iluzjonisty, pozowała nago do zdjęć i występowała w amatorskich krótkometrażowych filmach pornograficznych. Podjęła naukę śpiewu u Freda Kargera, muzyka i pedagoga muzycznego w Columbia Pictures, który opłacił jej korektę zgryzu. W tym czasie przefarbowała włosy na platynowy blond.
W grudniu 1948 poznała łowcę talentów Johnny’ego Hyde’a, który sfinansował jej operację usunięcia dwóch plamek na podbródku i guzka z czubka nosa oraz wstawienia silikonowej protezy poniżej dolnych dziąseł. Dzięki pomocy Hyde’a zagrała epizodyczną rolę w filmie braci Marx Szczęśliwa miłość (Love Happy, 1949), za co zarobiła 500 dol. Mimo niewielkiej roli w filmie, jej nazwisko pojawiło się w czołówce, poza tym została zaangażowana do promocji filmu w prasie, a jej zdjęcia ukazały się w czasopiśmie „Photoplay”. Po zakończeniu pracy nad filmem zapozowała nago do zdjęć Tomowi Kelleyowi. Zdjęcia zostały opublikowane trzy lata później w kalendarzu John Baumgarth Company. Monroe za udział w sesji otrzymała 50 dol.

### Początki kariery w Hollywood
Zagrała chórzystkę w filmie Richarda Sale’a Podróż do Tomahawk (A Ticket to Tomahawk, 1950). Za rolę Angeli Phinlay w filmie Johna Hustona Asfaltowa dżungla (The Asphalt Jungle, 1950) została doceniona przez prasę. Film uznawany jest za punkt zwrotny w karierze Monroe. Następnie zagrała niewielkie role w filmach: Błyskawica (The Fireball, 1950) Taya Garnetta, Right Cross (1950) Johna Sturgesa i Home Town Story (1951) Arthura Piersona. Wykreowała postać Claudii Caswell, ambitnej młodej aktorki i ukochanej Dewitta (George Sanders), w dramacie Josepha L. Mankiewicza Wszystko o Ewie (All About Eve, 1950). Reżyser wspominał Monroe jako „żądną wiedzy i bardzo niepewną, skromną, punktualną i raczej nierzucającą się w oczy”.
11 maja 1950 Johnny Hyde wynegocjował dla niej siedmioletni kontrakt z 20th Century Fox, dzięki któremu zarabiała do 1,5 tys. dol. tygodniowo. Hyde w grudniu tego samego roku zmarł wskutek ciężkiej choroby. Śmierć promotora załamała Monroe i pchnęła ją do podjęcia próby samobójczej. W marcu 1951 wręczyła statuetkę Thomasowi T. Moultonowi na 23. ceremonii wręczenia Oscarów. W tym czasie rozpoczęła studia na kierunku literatura i sztuka renesansu na Uniwersytecie Kalifornijskim. Podjęła lekcje aktorstwa u Michaiła Czechowa (wciąż pozostając podopieczną Natashy Lytess) oraz zagrała drugoplanowe role w kilku niskobudżetowych filmach, m.in. w Love Nest (1951) Josepha M. Newmana i Pobierzmy się (Let’s Make It Legal, 1951) Richarda Sale’a. Krytycy chwalili ją za występ w roli sekretarki w komedii Harmona Jonesa As Young As You Feel (1951).

Monroe na okładce „New York Sunday News” (1952)

W 1952 firma Western Lithograph Company opublikowała w kalendarzu dla dorosłych nagie zdjęcia Monroe, które Tom Kelley zrobił jej trzy lata wcześniej. Fotografie były drukowane także na kartach do gry, breloczkach, długopisach i ubraniach. Aktorce grożono zerwaniem kontraktu. Monroe w wywiadzie z reporterką United Press International wyjaśniła, że zdecydowała się na tę sesję, ponieważ była zdesperowana brakiem pieniędzy na życie. Jej tłumaczenia w tej kwestii uznano za wiarygodne, a skandal nie wpłynął negatywnie na jej karierę. W 1952 premierę miał film Fritza Langa Na krawędzi (Clash by Night, 1952, za występ w którym Monroe została doceniona m.in. przez „The Hollywood Reporter”. W filmie Proszę nie pukać (Don’t Bother to Knock, 1952) zagrała swoją pierwszą główną rolę – Nell Forbes, chorą psychicznie opiekunkę do dziecka. Niepewna swoich umiejętności aktorskich, na planie zdjęciowym chowała się w garderobie i odmawiała wyjścia na plan. Jej występ w filmie zdobył uznanie krytyków.
W 1952 została uznana przez prasę za „it girl”, a jej zdjęcie pojawiło się na okładce magazynu „Life”, który przygotował o niej reportaż. Otrzymała nagrodę Henrietta Award dla najpopularniejszej młodej aktorki. Wyrazem jej rosnącej popularności były tysiące listów, jakie otrzymywała od fanów. Choć próbowała zdjąć z siebie odium seksbomby i pragnęła bardziej ambitnych ról, to producenci postrzegali ją przede wszystkim przez pryzmat seksapilu, wskutek czego występowała w dość podobnych kreacjach aktorskich. Już wtedy znana była z tego, że spóźniała się do pracy, a na planie zapominała tekstu, na co znaczący wpływ miały jej niska samoocena oraz trema i problemy z bezsennością, które próbowała niwelować poprzez spożywanie alkoholu i barbituranów. Richard Widmark tak opisywał pracę z Monroe:

Lubiłem Marilyn, ale była okropna we współpracy. Ukrywała się w swojej garderobie i nie chciała wyjść. Kiedy w końcu wychodziła, okazywała się być kłębkiem nerwów. Wszystko to było wynikiem strachu. Była niepewna tak wielu rzeczy.

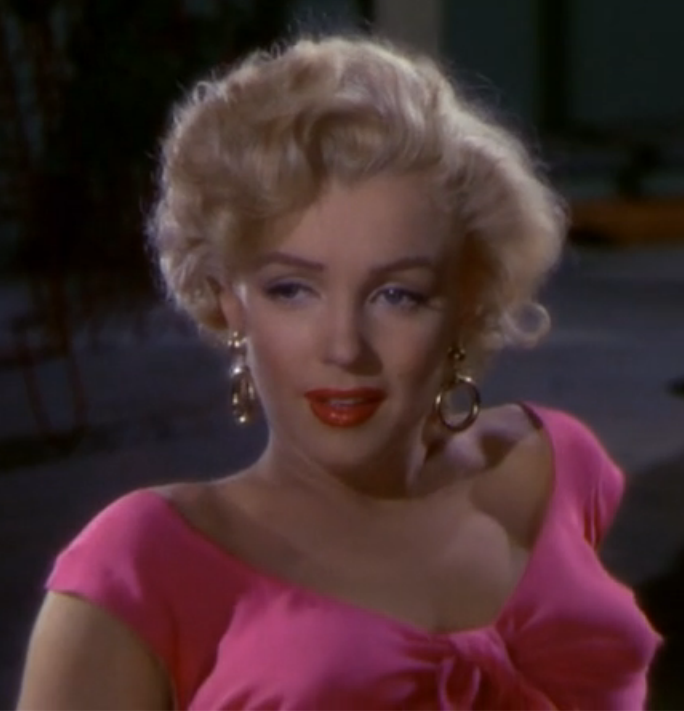
Monroe w Niagarze

Po zakończeniu zdjęć do Małpiej kuracji (Monkey Business, 1952) zagrała femme fatale w Niagarze (1953). Scena, w której aktorka spacerowała, kołysząc biodrami w uwodzicielski sposób, miała znaczący wpływ na odbieranie Monroe jako symbolu seksu. Sam film okazał się dużym sukcesem kasowym oraz utorował Monroe drogę do sławy i potwierdził jej status seksbomby. Na rozdaniu nagród magazynu filmowego „Photoplay” zwróciła na siebie uwagę, występując w złotej sukni, którą publicznie skrytykowała Joan Crawford. Również w 1952 została bohaterką piosenki Raya Anthony’ego „Marilyn” i uczestniczyła w uroczystej premierze utworu.
W tym okresie prasa doniosła, że matka Monroe żyje, mimo że aktorka twierdziła, iż jest sierotą. Gladys Baker wkrótce zachorowała i została zapisana do Sanatorium Rockhaven, gdzie przebywała do 1966, a jej główną opiekunką była Inez Melson, menedżerka Monroe.

### Mężczyźni wolą blondynkiiJak poślubić milionera

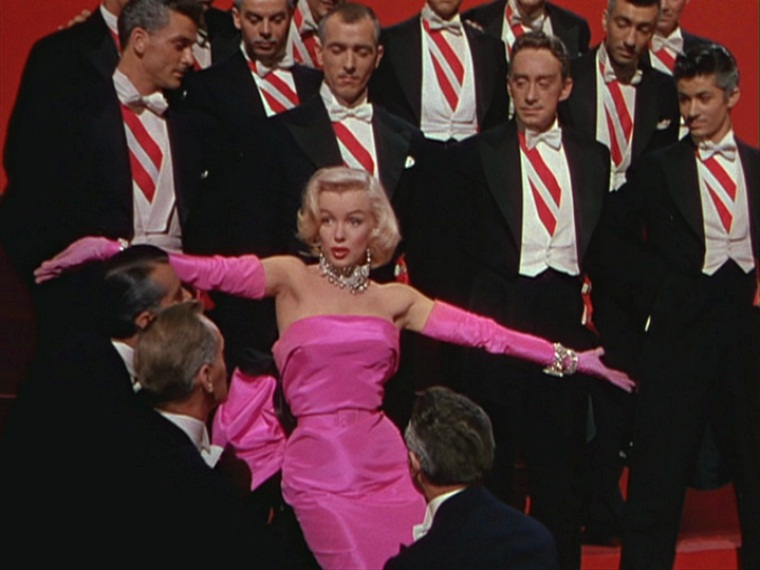
Monroe w Mężczyźni wolą blondynki

Pod koniec 1952 zagrała z Jane Russell w musicalu Howarda Hawksa Mężczyźni wolą blondynki (Gentlemen Prefer Blondes, 1953). W filmie zaśpiewała utwór „Diamonds Are a Girl’s Best Friend”, który stał się światowym przebojem i którego teledyskiem zainspirowała się w 1985 Madonna, tworząc niemalże identyczny wideoklip do swojego utworu „Material Girl”. Monroe za rolę w filmie otrzymała 18 tys. dol. (500 dol. tygodniowo). Film został dobrze przyjęty przez krytyków i znalazł się na liście najbardziej dochodowych filmów 1953, a Rainer Werner Fassbinder wymieniał film jako jeden ze swoich ulubionych. O kreacji Monroe tak pisał „Life”: Marilyn śpiewa i tańczy z zaskakującą sprawnością. Pełna kobiecości, wolna jak ptak. Monroe w ramach kampanii promocyjnej odcisnęła swoje dłonie przed Grauman’s Chinese Theatre.

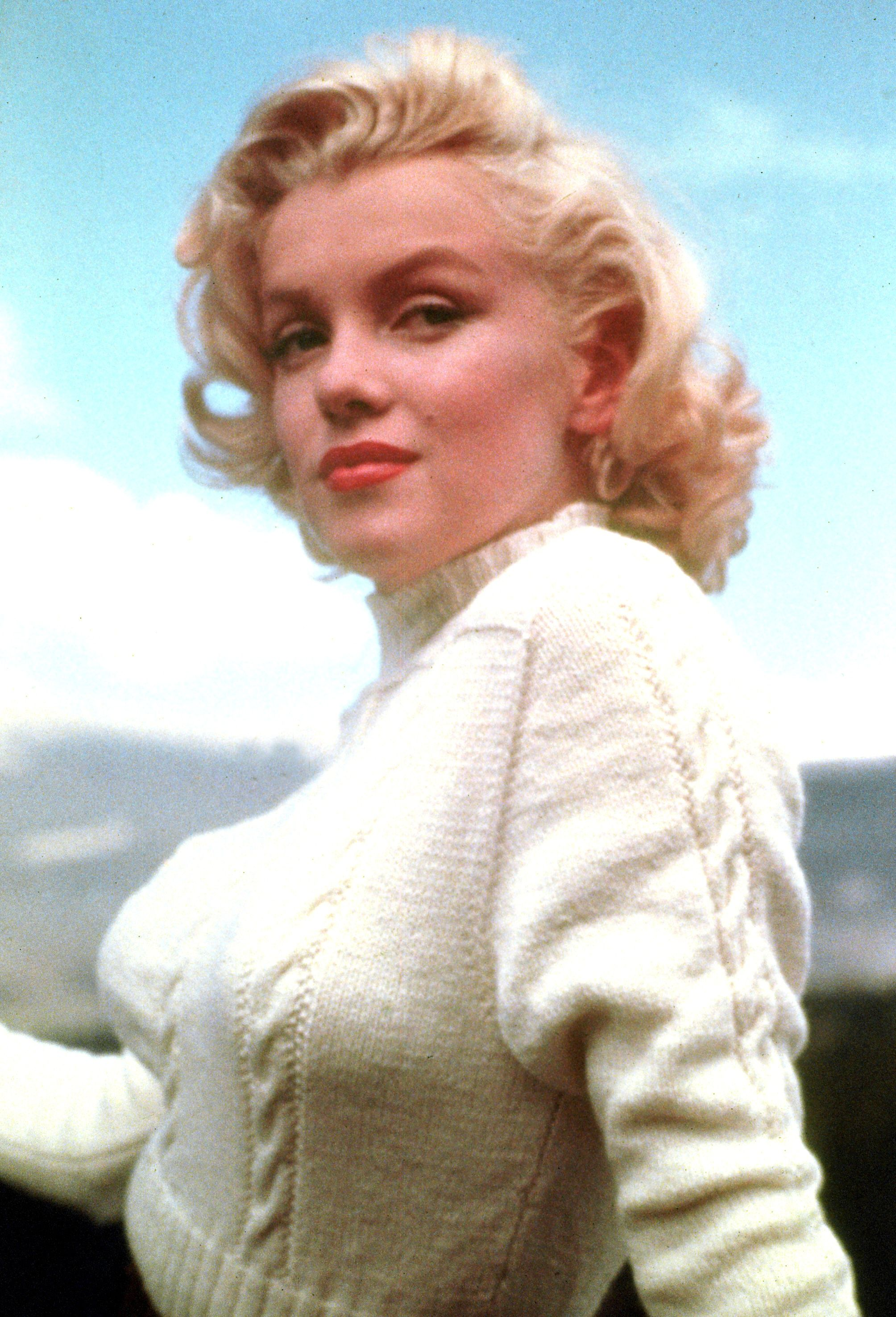
Monroe (1953)

5 listopada 1953 odbyła się premiera komedii romantycznej Jeana Negulesco Jak poślubić milionera (How to Marry a Millionaire), w której Monroe zagrała postać Poli Debevoise. Monroe na planie filmu była przestraszona i niepewna siebie, poza tym kompletnie polegała na radach Natashy Lytess. Producent Nunnally Johnson stwierdził, że „Monroe jest trochę jak zombie”, a rozmowa z nią przypomina rozmowę z kimś, kto siedzi pod wodą. Pod koniec roku nagie zdjęcia Monroe, autorstwa Toma Kelleya, zostały opublikowane przez Hugh Hefnera w pierwszym numerze „Playboya” z grudnia 1953. Monroe znalazła się także na liście najbardziej dochodowych gwiazd show-biznesu w 1953.

### Słomiany wdowiec
4 stycznia 1954 została zawieszona przez studio 20th Century Fox po tym, jak odmówiła roli w filmie Różowe pończochy, ponieważ twierdziła, że ten nie spełnia jej ambicji aktorskich. W lutym tego samego roku wyjechała do Korei Południowej, gdzie m.in. odwiedziła rannych w wojnie koreańskiej i – na zaproszenie generała Charlesa W. Christenberry’ego – dała serię koncertów dla 10-17 tys. amerykańskich żołnierzy. Zagrała w musicalu Waltera Langa Nie ma jak show (There’s No Business Like Show Business, 1954), który zebrał negatywne recenzje. Ed Sullivan, oceniając wykonanie piosenki „Heat Wave” przez Monroe, stwierdził, że „było to jedno z najbardziej rażących naruszeń dobrego smaku, jakie kiedykolwiek widział”. 30 kwietnia 1954 premierę miał kolejny film z Monroe w roli głównej – western Otto Premingera Rzeka bez powrotu (River with No Return), który zebrał chłodne recenzje. Również w 1954 na potrzeby swojej biografii Monroe udzieliła wywiadu Benowi Hechtowi, ale pod naciskiem ówczesnego męża, Joe DiMaggio, odmówiła publikacji książki i zerwała kontakty z pisarzem. Gdy rozmowy wbrew woli aktorki zostały opublikowane w British Empire News, Monroe zagroziła autorowi procesem sądowym, zarzucając mu zmanipulowanie jej wypowiedzi.

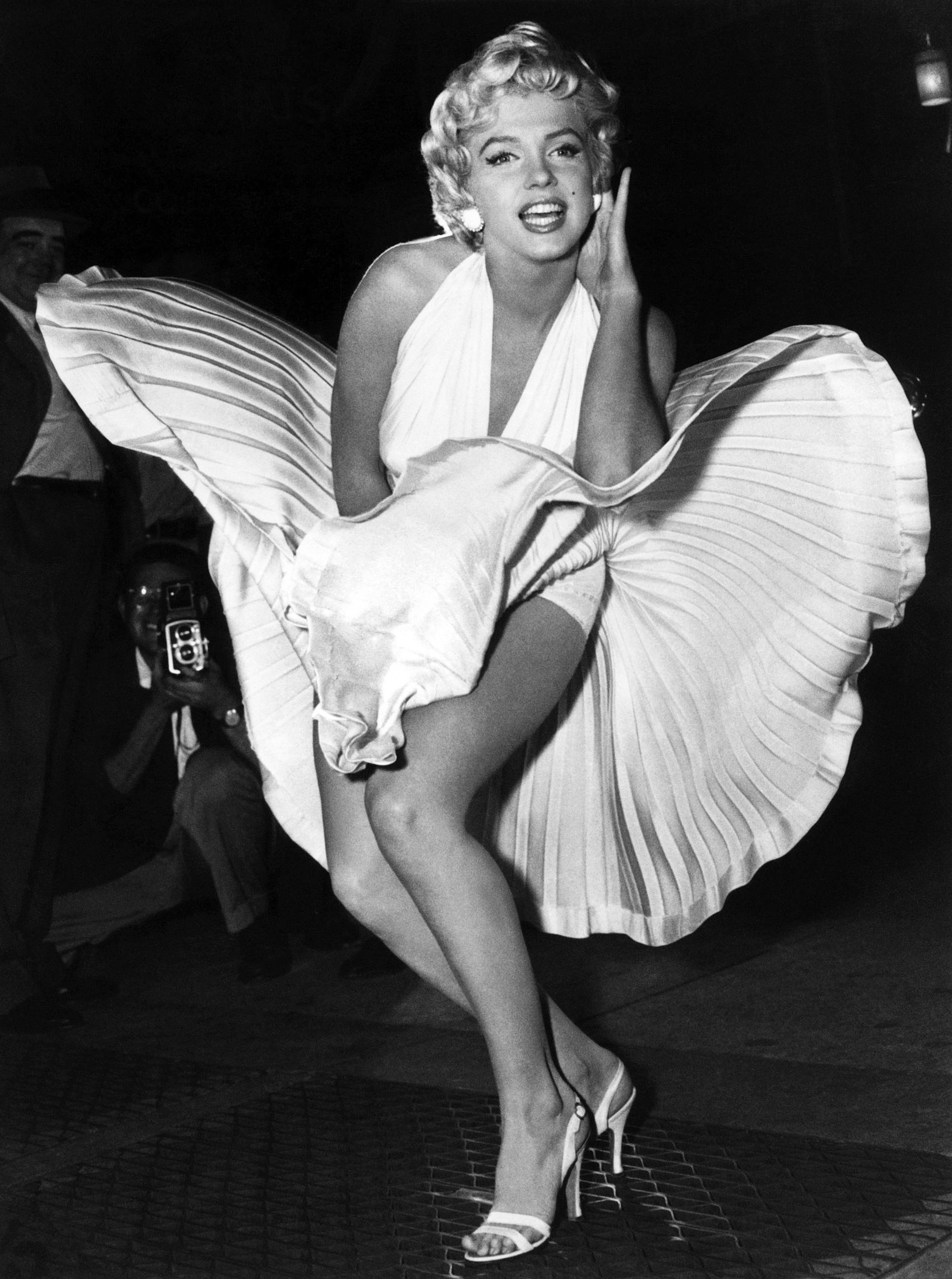
Monroe pozująca dla fotoreporterów na planie Słomianego wdowca

W marcu 1954 szefostwo wytwórni porozumiało się z Monroe i zaangażowało ją do ekranizacji broadwayowskiego Słomianego wdowca. W komedii romantycznej Billy’ego Wildera zagrała obiekt pożądania i seksualnych fantazji Richarda Shermana (Tom Ewell). Film znany jest głównie ze sceny, w której aktorka stara się powstrzymać białą sukienkę uniesioną podmuchem z kanału wentylacyjnego metra. Scena została nakręcona 15 września 1954 zgodnie z wolą reżysera na nowojorskiej ulicy przed Trans-Lux Theatre, gdzie zebrało się kilka tysięcy gapiów, ale ich gwizdy i krzyki spowodowały, że zrealizowany materiał nie nadawał się do filmu i całą scenę powtórzono w studiu. Sukienka, w której Monroe wystąpiła w tej scenie, została zlicytowana w 2011 za 4,6 mln dol. i była do 2016 najdroższą sukienka na świecie – wówczas to inna kreacja Monroe (ta, w której wystąpiła dla Johna F. Kennedy’ego), została sprzedana za 4,8 mln dol.. Monroe pod koniec 1954 drugi rok z rzędu znalazła się na liście najbardziej dochodowych gwiazd show-biznesu. Słomiany wdowiec (The Seven Year Itch, 1955) okazał się sukcesem komercyjnym – z dochodem na poziomie 6 mln dol. znalazł się na liście najbardziej dochodowych filmów roku.

### Przystanek autobusowy

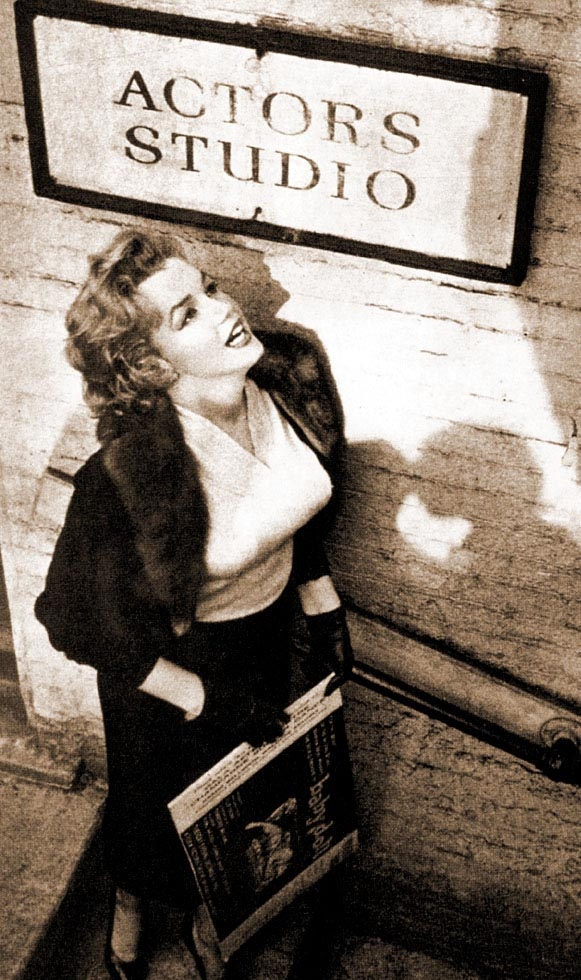
Monroe w siedzibie Actors Studio

W styczniu 1955 odrzuciła główną rolę w biograficznym dramacie kryminalnym Dziewczyna na czerwonej aksamitnej huśtawce (The Girl in the Red Velvet Swing, 1955) i odeszła z 20th Century Fox, po czym wyjechała do Nowego Jorku, chcąc rozwinąć warsztat aktorski. Sztuka Will Success Spoil Rock Hunter? z Jayne Mansfield w roli głównej była satyrą na odważną decyzję Monroe. Po przeprowadzce do Nowego Jorku założyła z fotografem Miltonem Greenem wytwórnię Marilyn Monroe Productions. W Nowym Jorku podjęła także lekcje dykcji i modulacji głosu u Constance Collier oraz zapisała się do Actors Studio, gdzie uczyła się u Pauli i Lee Strasbergów, u których pomieszkiwała, stając się niemal członkinią ich rodziny. Pod wpływem Strasberga zaczęła poddawać się psychoanalizie. W międzyczasie wystąpiła z Amy i Miltonem Greene’ami w programie telewizyjnym Twarzą w twarz. Pod koniec 1955 porozumiała się z 20th Century Fox i podpisała z wytwórnią kontrakt, który obligował ją do zagrania w czterech filmach w ciągu siedmiu lat. Za występ w każdym z filmów miała otrzymać 100 tys. dol., poza tym mogła wybierać m.in. reżysera i operatora oraz miała możliwość produkcji filmu w MMP. Batalia Monroe o niezależność artystyczną spowodowała, że prasa zaczęła ją traktować poważniej. Redakcja „Los Angeles Mirror News” w styczniu 1956 napisała: Weterani sceny filmowej stwierdzili, że był to jeden z największych indywidualnych sukcesów, jakie kiedykolwiek osiągnęła aktorka. „Time” w tym czasie przygotował obszerny reportaż o życiu i karierze Monroe. W lutym aktorka zapozowała do zdjęć Miltonowi Greenowi, które w późniejszym czasie zostały opublikowane pt. Black Sitting (Czarna sesja).

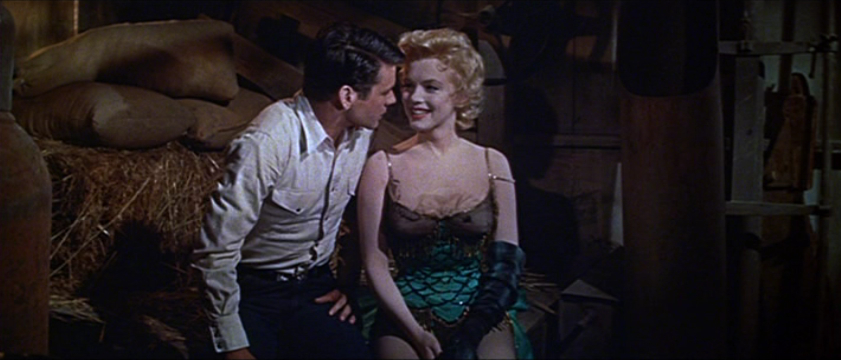
Don Murray i Monroe w Przystanku autobusowym

Pierwszym filmem, jaki zrealizowała Monroe po podpisaniu nowego kontraktu, był dramat Joshuy Logana Przystanek autobusowy (Bus Stop/The Wrong Kind of Girl, 1956) Joshuy Logana, w którym zagrała rolę Cherie, początkującej piosenkarki. Pomimo dużej determinacji i poświęcenia wciąż zmagała się z tremą, czego reżyser się obawiał, niemniej doceniał aktorkę za zaangażowanie i zapał do pracy oraz porównał do Charliego Chaplina w umiejętności łączenia komizmu z tragizmem. Monroe miała wykazywać ataki agresji wobec pozostałych aktorów. W trakcie prac nad filmem trafiła do szpitala na dwa tygodnie wskutek infekcji wirusowej i wyczerpania organizmu. Film po premierze spotkał się z uznaniem widzów i krytyków, podobnie jak rola Monroe, czego odzwierciedleniem była nominacja do Złotego Globu dla najlepszej aktorki pierwszoplanowej.

### Książę i aktoreczka

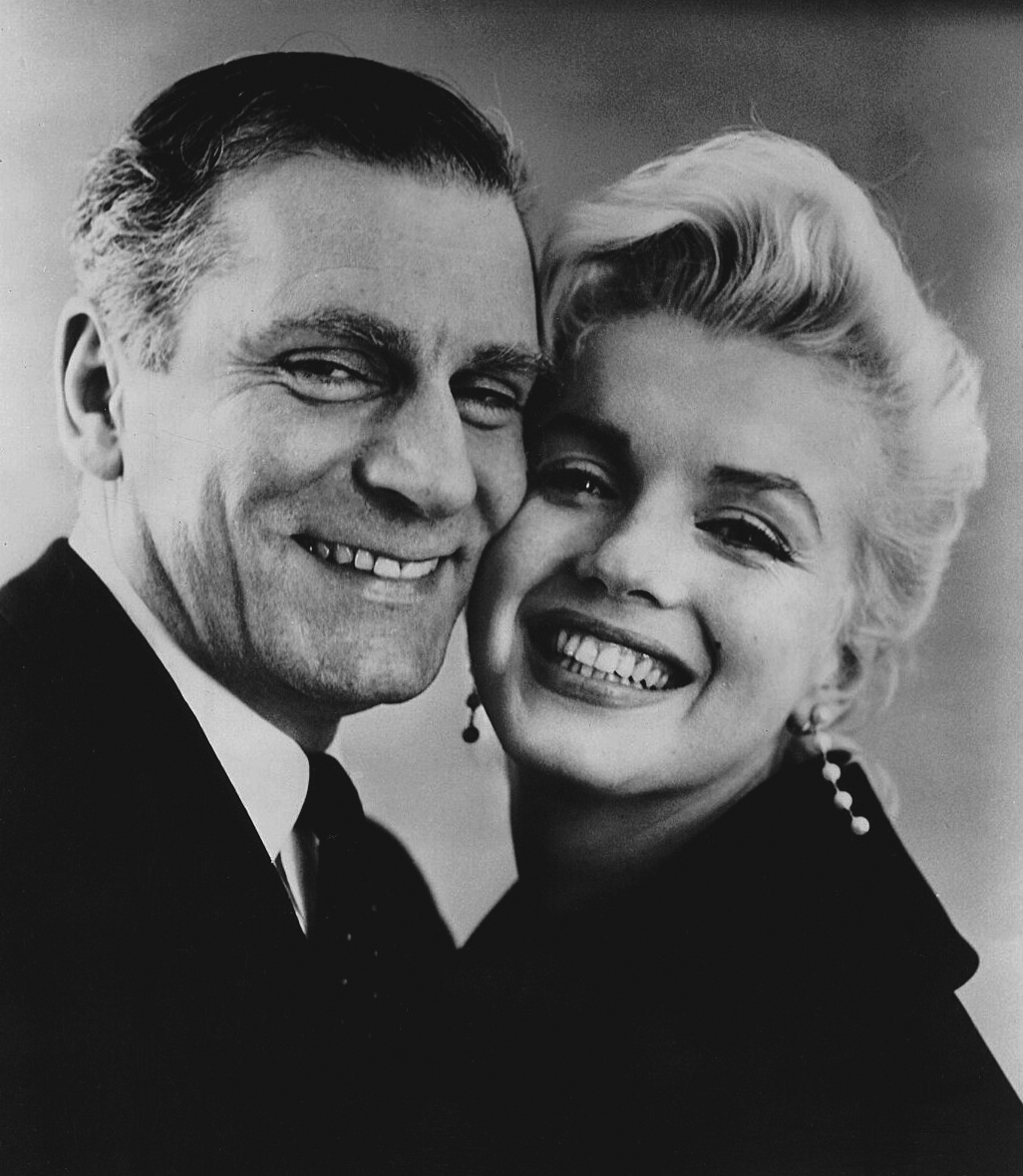
Laurence Olivier i Monroe w Księciu i aktoreczce

W międzyczasie, tj. latem 1956, Monroe rozpoczęła pracę na planie pierwszego niezależnego filmu swojej produkcji – Książę i aktoreczka (The Prince and the Showgirl, 1957) Laurence’a Oliviera. Na konferencji prasowej przed rozpoczęciem zdjęć pękło ramiączko sukienki Monroe, co odwróciło uwagę od tematu spotkania i wywołało wielkie poruszenie wśród fotoreporterów. Ten incydent był niejako przedsmakiem trudnej współpracy obydwu gwiazd filmowych – Olivier niejednokrotnie podnosił głos i krytycznie odnosił się do aktorki, a ta w ramach odwetu spóźniała się na plan. Reżyser nie mógł pogodzić się z obecnością Pauli Strasberg na planie, ponieważ był przeciwnikiem stosowanych przez nią metod (np. ciągłego i przesadnego wychwalania swojej podopiecznej). Monroe po zakończeniu zdjęć przeprosiła całą ekipę filmową za swoje zachowanie. Film został chłodno przyjęty w USA, nieco lepiej w Europie. Współcześni znawcy kinematografii odnoszą się do filmu z większą estymą.
29 października 1956 uczestniczyła w premierze The Battle of the River Plate z udziałem królowej Elżbiety II w Empire Theatre w Londynie.

### Pół żartem, pół serio

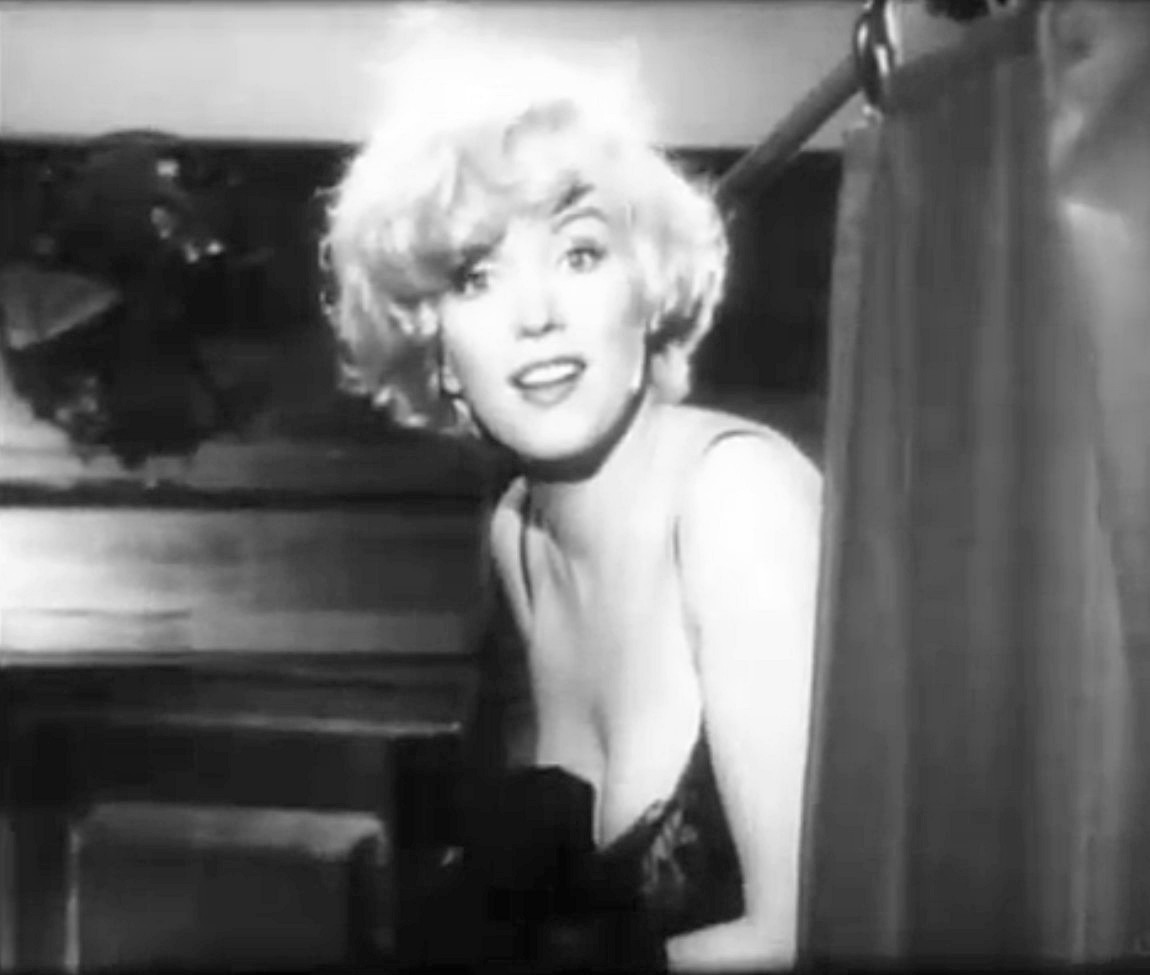
Monroe w Pół żartem, pół serio

W 1958 wzięła udział w sesji zdjęciowej dla „Life”, w której wcieliła się w dawne gwiazdy filmowe, m.in. Jean Harlow, Lillian Russell i Marlenę Dietrich. W tym samym roku wróciła do filmu, grając Sugar Kane w komedii Billy’ego Wildera Pół żartem, pół serio (Some Like It Hot, 1959) z Jackiem Lemmonem i Tonym Curtisem. W filmie zaśpiewała utwory: „Runnin’ Wild”, „I’m Thru with Love” i „I Wanna Be Loved By You”, a przy wykonywaniu pierwszej piosenki dodatkowo zagrała na ukulele. Na planie zdjęciowym była opryskliwa dla ekipy, spóźniała się do pracy i nie potrafiła zapamiętać swoich kwestii, przez co wymuszała na realizatorach liczne duble. W pewnym momencie trafiła do szpitala z powodu „psychicznego wyczerpania”. Curtis, zapytany o całowanie Monroe na planie zdjęciowym, odpowiedział, że „to jak całować Hitlera”. Wypowiedź urosła do miana hollywoodzkiej legendy, ale sam aktor powtarzał wielokrotnie, że ironizował sobie ze względu na – jego zdaniem – absurdalny poziom pytania. Billy Wilder z perspektywy czasu przyznał, że każdy może nauczyć się kwestii, ale to prawdziwa artystka może zagrać tak, jak Monroe, bez znajomości tekstu. Film po premierze zebrał przychylne recenzje od krytyków i zapewnił twórcom sukces komercyjny. Monroe za rolę w Pół żartem, pół serio otrzymała Złoty Glob dla najlepszej aktorki w filmie komediowym lub musicalu, a sam film uważany jest dziś za klasyk i jeden z najlepszych, jaki powstał w USA.
Monroe we wrześniu 1959 uczestniczyła w uroczystej gali w siedzibie 20th Century Fox z udziałem Nikity Chruszczowa. W rozmowie z pierwszym sekretarzem partii ZSRR powiedziała mu: „My, pracownicy 20th Century Fox, cieszymy się, że przybył pan odwiedzić naszą wytwórnię i nasz wielki kraj. Dziękujemy panu, panie Chruszczow”. Podziękowanie wygłosiła w języku rosyjskim, w czym pomogła jej aktorka Natalie Wood. Pod koniec 1959 nawiązała bliższe kontakty z intelektualistami: pisarką Carson McCullers, powieściopisarką Karen Blixen i poetą Carlem Sandburgiem. Ubiegała się o angaż w roli Holly Golightly w filmie Trumana Capote’a Śniadanie u Tiffany’ego, jednak w postać ostatecznie wcieliła się Audrey Hepburn.

### Pokochajmy sięiSkłóceni z życiem
Zagrała tancerkę i piosenkarkę Amandę Dell w filmowym musicalu George’a Cukora Pokochajmy się (Let’s Make Love, 1960) z Yves Montandem, z którym nawiązała romans. Informację o relacji uczuciowej aktorów, potwierdzoną przez samego Montanda, upubliczniła dziennikarka Hedda Hopper, o co Monroe miała do niej pretensje. Aktorka w trakcie pracy nad filmem wciąż mierzyła się z uzależnieniem od barbituranów i alkoholu oraz opóźniała zdjęcia o wiele godzin bądź opuszczała plan na kilka dni. W tym okresie odbyła półroczną psychoterapię u doktora Ralpha Greensona. Choć film został nisko oceniony przez krytyków i uznany za najbardziej wulgarny ze wszystkich, w których zagrała Monroe, to krytycy docenili wykonanie przez aktorkę coveru piosenki Cole’a Portera „My Heart Belongs to Daddy”. Na planie zdjęciowym wymogła na reżyserze, by przed utworem mogła wypowiedzieć słowa: „My name is Lolita and I'm not supposed to play with boys” (Nazywam się Lolita i nie mam zwyczaju bawić się z chłopcami).

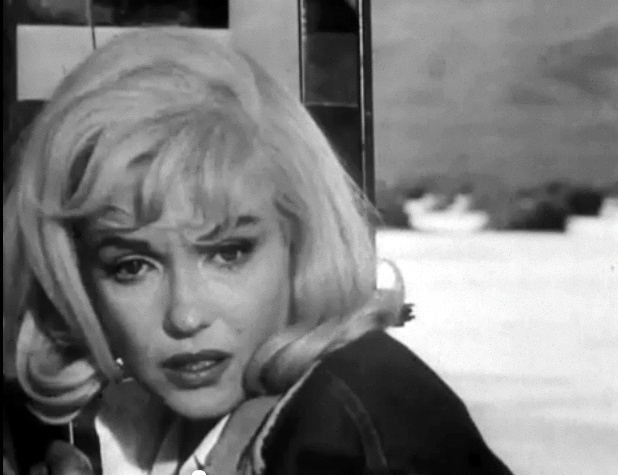
Monroe w Skłóconych z życiem

Ostatnim filmem ukończonym przez Monroe był dramat Johna Hustona Skłóceni z życiem (The Misfits, 1961), do którego scenariusz napisał ówczesny mąż aktorki, Arthur Miller. Monroe zagrała w filmie postać Roslyn, kobiety żyjącej z trzema mężczyznami na farmie. Na planie współpracowała z Montgomerym Cliftem, Elim Wallachem i Clarkiem Gable’em, którego w dzieciństwie uważała za swojego ojca. W trakcie prac nad Skłóconymi… zdrowie aktorki znacząco się pogorszyło (cierpiała na kamicę żółciową), a jej nałogi doprowadziły do tego, że na tydzień przerwano, aż w końcu zawieszono kręcenie filmu. Z powodu zdenerwowania zażywała duże dawki Nembutalu, w końcu trafiła do szpitala na detoksykację. W trudnych chwilach mogła liczyć na wsparcie Gable’a, z którym współpraca przebiegała na tyle poprawnie, na ile pozwalał stan psychofizyczny Monroe. Gable w ostatni dzień zdjęciowy, 4 listopada (40 dni po czasie), z ulgą przyznał, że przez aktorkę nieomal dostał zawału serca — następnego dnia faktycznie miał atak serca i dwa dni później zmarł. 31 stycznia 1961 Monroe wzięła udział w przedpremierowym pokazie Skłóconych z życiem z Montgomerym Cliftem w Capitol Theatre na Broadwayu. Była nieobecna na uroczystej premierze filmu, ponieważ znajdowała się w szpitalu psychiatrycznym – trafiła na zamknięty oddział Kliniki Psychiatrycznej Payne Whitney. Film zawiódł oczekiwania producentów, bowiem nie odniósł spodziewanego sukcesu komercyjnego, krytycy również mieli sprzeczne odczucia na temat produkcji, w tym gry Monroe. Film wraz z upływem czasu został uznany za klasyk, a rola Monroe – za jedną z najlepszych w jej karierze.

### Schyłek kariery

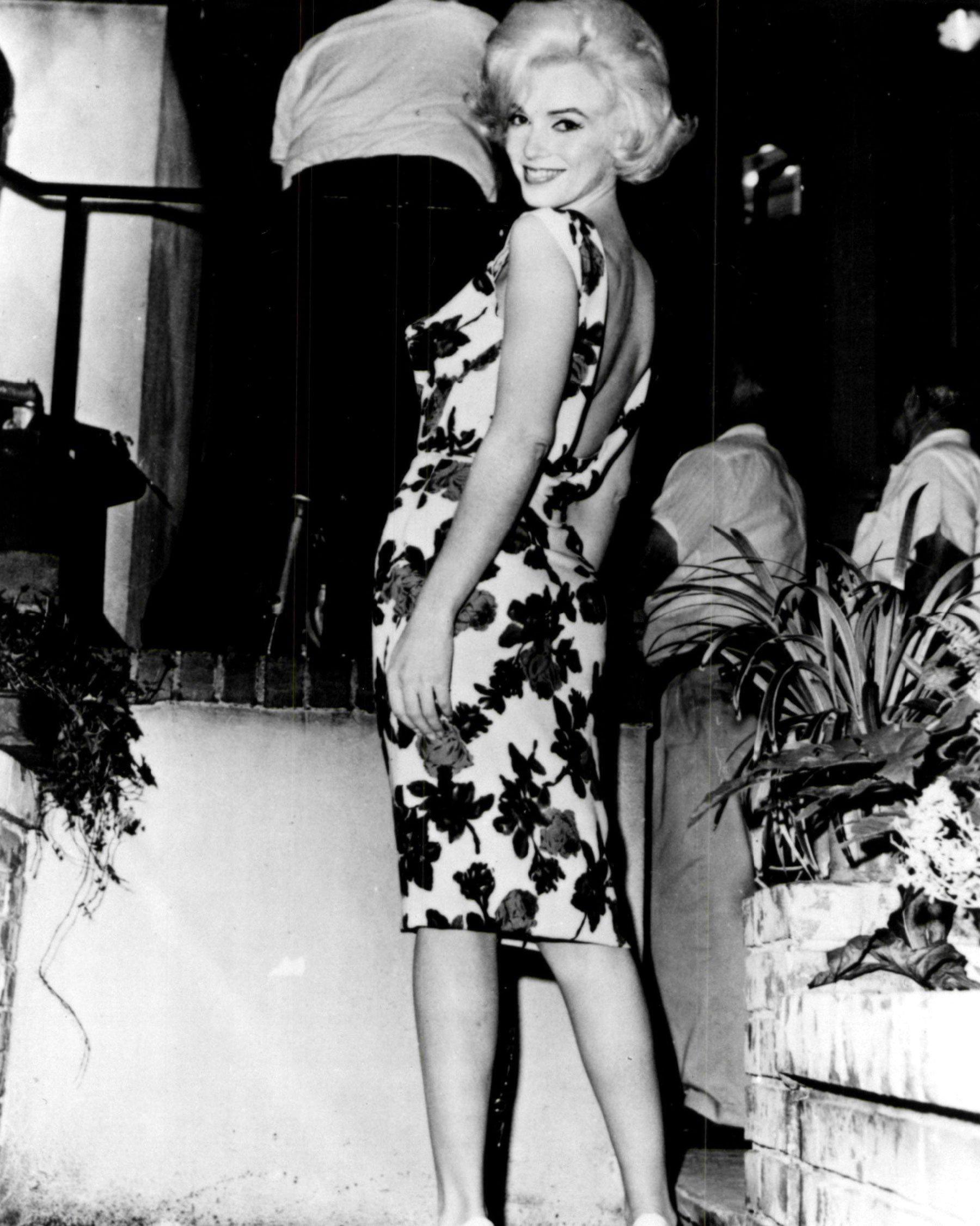
Monroe na planie filmu Słodki kompromis (1962)

W 1961 zrobiła sobie przerwę od pracy na planie. 11 czerwca była obecna na chrzcinach najmłodszego dziecka Clarka Gable'a, Johna, które miały miejsce w kościele św. Cyryla Jerozolimskiego w Encino. Ceremonia obaliła plotkę, według której Kay Gable, wdowa po Clarku, zarzucała Monroe, że spowodowała śmierć jej męża przez jej ciągłe spóźnienia i kaprysy na planie Skłóconych z życiem. Sam Clark zmarł przed narodzinami dziecka, dwa tygodnie po zakończeniu zdjęć do Skłóconych z życiem. Monroe w tym samym roku przeszła operację usunięcia pęcherzyka żółciowego i wyprowadziła się do Kalifornii, gdzie na początku 1962 kupiła dom w Brentwood. Następnie odebrała nagrodę Henrietta Award dla najpopularniejszej aktorki, odsłoniła własną gwiazdę w Hollywood Walk of Fame przy 6778 Hollywood Boulevard i rozpoczęła pracę na planie filmu George’a Cukora Słodki kompromis (Something's Got to Give) z Deanem Martinem i Cyd Charisse. I tym razem nie stawiała się na planie  m.in. z powodu uzależnienia od używek, dlatego twórcy wysłali ją na urlop, który spędziła w Meksyku, gdzie miała poddać się zabiegowi aborcji, na co jednak nie ma jednoznacznych dowodów. Po powrocie do kraju kontynuowała pracę nad filmem, jednak uskarżała się na zapalenie zatok przynosowych i wysoką gorączkę. Problemy zdrowotne narastały, a włodarze 20th Century Fox podejrzewali, że Monroe udaje schorowaną. 17 maja – po trzech dniach pracy na planie – znów opuściła studio, co poskutkowało zerwaniem kontraktu z aktorką przez wytwórnię. 
19 maja 1962 zaśpiewała „Happy Birthday” na przyjęciu z okazji 45. urodzin Johna F. Kennedy’ego w Madison Square Garden. Peter Lawford zapowiedział ją jako „late Marilyn Monroe”, co odnosiło się do niepunktualności aktorki (to jednocześnie gra słów – przymiotnik late w języku angielskim oznacza spóźniona, ale także odpowiada polskiemu zwrotowi świętej pamięci). Następnie udała się na przyjęcie wydane w domu Arthurs Krima, na którym kilkukrotnie zatańczyła z Robertem Kennedym, po czym udała się z Johnem F. Kennedym do prezydenckiego apartamentu w hotelu „Carlyle”. Zdjęcia zrobione tego wieczoru Monroe i braciom Kennedym zostały skonfiskowane przez agentów tajnych służb, z wyjątkiem jednego, które zostało opublikowane w mediach.
21 maja powróciła na plan Słodkiego kompromisu. Dwa dni później nakręciła jedną z bardziej kontrowersyjnych scen w owym czasie – pływała nago w basenie, w obecności fotoreporterów. Następnie wzięła udział w nagiej sesji zdjęciowej, a 52 fotografie – sprzedane w sumie za 150 tys. dol. – zostały opublikowane w 70 czasopismach w 32 krajach na świecie, m.in. w jednym z wydań „Playboya” z 1963. Po kolejnej, tym razem trzydniowej nieobecności na planie Słodkiego kompromisu, 28 maja wzięła udział w kręceniu innej sceny filmu, jednak miała problemy z koncentracją i poprawnym wypowiedzeniem nawet krótkich kwestii, a także przerywała zdjęcia, opuszczając plan. W okresie od 21 maja do 1 czerwca przepracowała na planie dziewięć pełnych dni, przy czym ostatnie zdjęcia z udziałem Monroe zostały zapisane na taśmie 31 maja. Monroe przepracowała 13 z 30 dni zdjęciowych, a film przekroczył budżet o 1 mln dol. 7 czerwca Monroe została znaleziona przez dra Greensona w swoim domu w stanie śpiączki, rzekomo spowodowaną upadkiem pod prysznicem, po czym udała się do chirurga plastycznego, Michaela Gurdina. Następnego dnia studio zwolniło ją z pracy, a następnie pozwało do sądu, żądając 500 tys. dol. odszkodowania za przerwanie produkcji filmu. Monroe stwierdziła, że to Elizabeth Taylor powinna zostać pozwana za straty związane z produkcją Kleopatry, a nie ona. Reżyser George Cukor tego samego dnia oświadczył dziennikarce Heddzie Hoper, że sceny nagrane przez Monroe są niedobre, a sama aktorka jest skończona. Studio chciało, by Monroe została zastąpiona w obsadzie przez inną aktorkę — propozycje odrzuciły Kim Novak i Shirley MacLaine, rozważano zatrudnienie Doris Day, lecz ofertę ostatecznie przyjęła Lee Remick. Gdy Dean Martin dowiedział się, kto ma zająć miejsce Monroe, złożył swoją rezygnację, co miało doprowadzić do ostatecznego zawieszenia produkcji. Po odwołaniu filmu członkowie ekipy umieścili wspólne ogłoszenie w magazynie „Variety”, ironicznie dziękując Monroe za zwolnienie. 
Studio Fox próbowało porozumieć się z aktorką i rozpoczęło z nią negocjacje nad kontraktem dotyczącym m.in. produkcji Pięciu mężów pani Lizy. Monroe miała wrócić na plan Słodkiego kompromisu pod koniec sierpnia 1962, pod warunkiem, że zrezygnuje z obecności na planie swojej nauczycielki aktorstwa, Pauli Strasberg, w zamian za co miejsce George’a Cukora miał zająć Jean Negulesco, który dziewięć lat wcześniej nakręcił z Monroe komedię Jak poślubić milionera. Aktorka w ramach odbudowania wizerunku gwiazdy wzięła udział w sesji dla magazynów: „Life”, „Cosmopolitan” i „Vogue”, a zdjęcia do ostatniego z czasopism, autorstwa Bera Sterna, opublikowano z tytułem Last sitting (pol. Ostatnia sesja). Prowadziła rozmowy o zagraniu głównych ról m.in. w dwóch musicalach i filmie o Jean Harlow o roboczym tytule The Jean Harlow Story. Odrzuciła propozycję zagrania Cecily Koertner w filmie biograficznym Johna Hudsona Doktor Freud (1962) o Zygmuncie Freudzie i Irmy la Douce w komedii romantycznej Billy’ego Wildera Słodka Irma (1963). Na początku lipca 1962 dziennikarzowi czasopisma „Life” udzieliła ostatniego wywiadu w swoim życiu; rozmowa została opublikowana w gazecie dzień przed śmiercią Monroe, aktorka sprawiała w niej wrażenie szczęśliwej, spokojnej i pełnej wiary w siebie.
20 lipca 1962 poddała się zabiegowi ginekologicznemu w Cedars of Lebanon Hospital – spekulowano, że poddała się aborcji bądź poroniła. Dziennikarz James Bacon, który spotkał się z Monroe kilka dni przed jej śmiercią, stwierdził w wywiadzie dla „Los Angeles Times”, że aktorka popijała szampana i wódkę oraz czasami zażywała pewne tabletki. 3 sierpnia 1962 dr Hyman Engelberg, osobisty lekarz Monroe, zrobił aktorce zastrzyk, ale nie ujawnił publicznie, co jej zaaplikował. Engelberg poza tym zapisał jej receptę na nembutal, tak samo jak Lee Seigel; lekarstwa na prośbę aktorki wykupiła Eunice Murray, gosposia Monroe. Tego samego dnia odbyła dwa seanse psychoterapeutyczne z drem Ralphem Greensonem, a po drugim ze spotkań – zorganizowanych w domu aktorki – lekarz zrobił jej zastrzyk. Oprócz tego porozmawiała telefonicznie z przyjacielem, Normanem Rostenem, który opisał głos Monroe jako spowolniony i drętwy pod wpływem narkotyków. Wieczorem udała się do restauracji „La Scala” przy Sunset Boulevard w towarzystwie Pat Newcomb, Petera Lawforda i Roberta Kennedy’ego.

## Śmierć
4 sierpnia 1962 przebywała w swoim domu przy Fifth Helena Drive 12305 w Brentwood w Los Angeles. Nad ranem rozmawiała przez telefon z przyjaciółmi – Jeanne Carmen i Sidneyem Skolskym, a w ciągu dnia spotkała się ze swoją przyjaciółką, fryzjerką Agnes Flanagan. Otrzymała też maskotkę przedstawiającą tygryska, co ponoć ją przygnębiło, bo zabawka miała nawiązywać do Roberta Kennedy’ego, z którym aktorka planowała się spotkać na organizowanym wieczorem przyjęciu. Po popołudniowym spotkaniu z terapeutą Ralphem Greensonem, które trwało w godzinach 17:00-19:00, udała się na spacer ze swoją gosposią, Eunice Murray. Około godz. 19:00 rozmawiała przez telefon z pasierbem Joe DiMaggio juniorem i drem Greensonem, którego zapytała o opakowanie nembutalu. Około godz. 20:00 weszła do sypialni, gdzie rozmawiała przez telefon z zaprzyjaźnionym producentem odzieży Henrym Rosenfeldem, fryzjerem Sydneyem Guilaroffem i przyjacielem, Normanem Rostenem. W rozmowie telefonicznej z aktorem Peterem Lawfordem zapowiedziała swoją nieobecność na organizowanym przez niego przyjęciu, a także poprosiła go o przekazanie Johnowi F. Kennedy’emu, że próbowała się z nim skontaktować i że „wykonała zadanie”. Lawford dostrzegł niepokojące zachowanie aktorki (bełkotała, a jej głos stawał się coraz słabiej słyszalny), które wskazywało na to, że jest pod wpływem jakichś środków. Zaalarmowana o tym fakcie Eunice Murray stwierdziła, że wszystko jest w porządku. Między godz. 21:30 a 22:00 Monroe rozmawiała przez telefon z José Bolañosem i Jeanne Carmen, której miała poskarżyć się na nocne telefony od nieznajomej kobiety, która miała nakazać jej zerwanie kontaktów z Robertem Kennedym. Eunice Murray tego dnia miała wykonać aktorce lewatywę z rozpuszczonych pentobarbitalów, co ponoć zlecił jej dr Ralph Greenson.
Dr Greenson twierdził, że o 0:30 otrzymał telefon od Murray z prośbą o pilny przyjazd do posiadłości Monroe. Według innych źródeł, gosposia skontaktowała się z lekarzem aktorki dopiero ok. godz. 3:00, zorientowawszy się, że w zamkniętej sypialni Monroe wciąż świeci się światło. Greenson po przyjeździe na miejsce odkrył, że pokój jest zamknięty na klucz, dlatego dostał się do niego przez okno. Odkrył tam leżącą na łóżku nagą Monroe ze słuchawką telefoniczną w prawej dłoni, po czym stwierdził zgon aktorki. Nie podjął próby reanimacyjnej, bo uznał, że jest na to za późno. Niektórzy świadkowie twierdzą, że jeszcze przed godz. 3:00 do domu Monroe została wezwana karetka pogotowia, która zabrała ją do szpitala w Santa Monica. O godz. 4:35 o śmierci aktorki został powiadomiony Jack Clemmons, sierżant z komisariatu West Los Angeles, który po przyjęciu zgłoszenia – najpierw od Hymana Engelberga, a chwilę później od Ralpha Greensona – przyjechał do domu Monroe razem z drugim wozem patrolowym. Clemmons dostrzegł ciało aktorki leżące na brzuchu w poprzek łóżka, z wyciągniętymi nogami i z zakrytą prześcieradłem głową w poduszce, co nasunęło mu podejrzenie, że ktoś celowo ułożył zwłoki w tej pozycji. Na podstawie wyraźnego zsinienia ciała Monroe wywnioskował, że aktorka zmarła ok. osiem godzin wcześniej, tj. mniej więcej między godz. 20:00 a 21:00 poprzedniego dnia, a nie trzy godziny przed powiadomieniem policji.
Guy Hockett przewiózł ciało Monroe do kostnicy Westwood Village. Po kilku godzinach – na zlecenie Lionela Grandisona, ówczesnego asystenta Richarda Rathburna (zastępcy koronera, dra Theodore’a Curpheya) i sygnatariusza aktu zgonu aktorki – zwłoki aktorki przeniesiono do głównego biura koronera okręgowego Los Angeles, gdzie 5 sierpnia o godz. 10:30 przeprowadzono sekcję zwłok. Przyczyną zgonu Monroe, według protokołu sporządzonego przez dra Thomasa Noguchiego, było „ostre zatrucie barbituranami spowodowane przyjęciem nadmiernej dawki” – toksykolog R.J. Abernathy wykrył we krwi aktorki cztery i pół promila barbituranów (Nembutalu i Woloralu, po których puste opakowania znaleziono w sypialni). Biograf Milo Speriglio ustalił, że powstały co najmniej trzy różniące się od siebie wersje protokołu sekcji zwłok, a oryginalny dokument zaginął. Śmierć Monroe uznano za „prawdopodobne samobójstwo”; aktorka już wcześniej podejmowała próby samobójcze. Ciało Monroe po przeprowadzeniu sekcji zwłok przetransportowano do krypty nr 33 w kostnicy powiatowej w budynku Gmachu Sprawiedliwości przy West Temple Street 211 w Los Angeles, gdzie zwłoki zostały sfotografowane przez grupę paparazzi, którzy wtagnęli do budynku. Allan Abbott w książce pt. „Pardon My Hearse” tak opisał ciało zmarłej Monroe: Przypominała najzwyklejszą kobietę, która w dodatku nie dba o siebie. Miała odrosty, jej włosy były krótkie, rzadkie i zmierzwione. Od kilku tygodni musiała nie golić nóg, miała bardzo zaniedbane paznokcie u stóp i dłoni. Wśród rzeczy aktorki znaleziono wkładki, które wkładała w stanik, ponieważ jej naturalne piersi straciły jędrność.

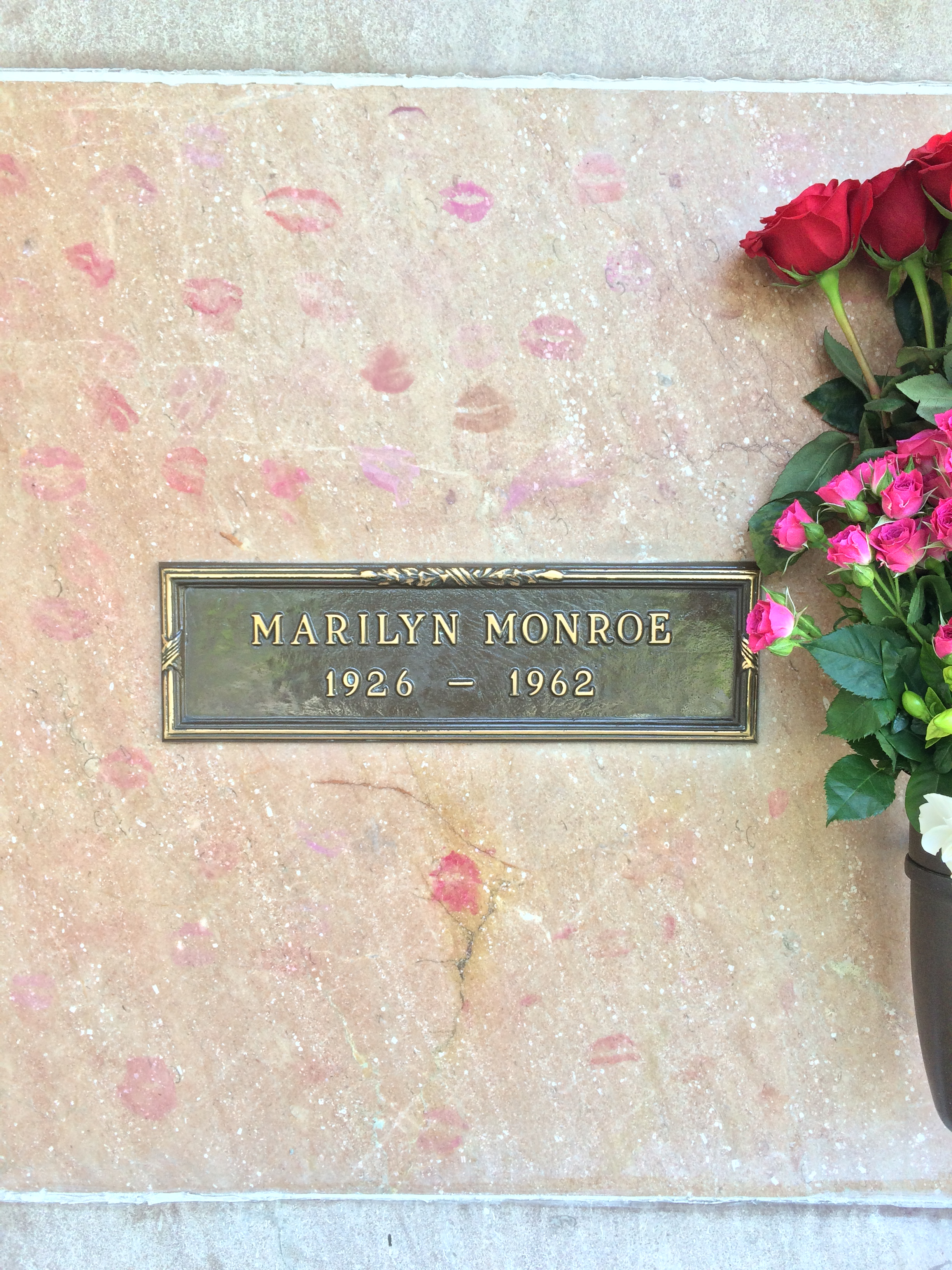
Grób Monroe w Westwood Memorial Park Cemetery

Pogrzeb Monroe odbył się 8 sierpnia 1962 o godz. 13:00 na terenie Westwood Memorial Park Cemetery. Uroczystość zorganizował Joe DiMaggio, były mąż Monroe. Ceremonia miała charakter prywatny, zaproszenie otrzymały na nią zaledwie 24 osoby z najbliższego otoczenia Monroe. Ciało aktorki podczas nabożeństwa leżało w otwartej trumnie – była ubrana w zieloną suknię z kolekcji Pucci i zielony szal, a w jej dłoniach znajdowała się wiązanka różowych róż. Uroczystości pogrzebowe poprowadził wielebny A. J. Soldan. Lee Strasberg odczytał mowę pożegnalną:

Marilyn Monroe była legendą. Swoim życiem stworzyła mit o tym, co biedna dziewczyna, pozbawiona wsparcia, może osiągnąć. Dla całego świata stała się symbolem ponadczasowej kobiecości. [...] Jest mi naprawdę przykro, że opinia publiczna, która ją kochała, nie miała okazji zobaczyć jej takiej jak my – w wielu rolach. Bez wątpienia byłaby jedną z naprawdę wielkich aktorek teatralnych. Teraz to koniec. Mam nadzieję, że jej śmierć wzbudzi sympatię i zrozumienie dla wrażliwego artysty i kobiety, która przyniosła radość i przyjemność światu

Monroe pierwszą wersję testamentu sporządziła w lutym 1956, a ostatnią – na przełomie 1960 i 1961. Przed śmiercią planowała sporządzić nową wersję testamentu, ale zmarła trzy dni przed spotkaniem ze swoim prawnikiem, Mickeyem Rudinem. Po śmierci jej majątek oszacowano na 92 781 dol. Zgodnie z wolą aktorki, jej wszystkie rzeczy osobiste zostały przekazane rodzinie Pauli i Lee Strasbergów – w grudniu 1999 zostały one sprzedane za sumę 13,4 mln dol. w nowojorskim domu aukcyjnym „Christie’s”. Monroe oprócz tego zapisała rodzinie Strasbergów 25 tys. dol., a kolejne 10 tys. dol. przekazała na poczet ich szkoły aktorskiej. Część majątku zapisała Normanowi i Heddzie Rostenom, przy czym 5 tys. dol. zapisała ich córce Patrycji na ukończenie studiów. Kolejne 20 tys. dol. zapisała dr Margaret Herz Hohenberg, a 25 tys. dol. przekazała na pokrycie kosztów hospitalizacji matki, Gladys Baker. Pewną kwotę zapisała swojej byłej terapeutce, Marianne Kris. Głównymi spadkobiercami praw autorskich i tantiem Monroe zostało Centrum Anny Freud w Londynie.
Śmierć Monroe była głównym tematem gazet w USA i na świecie. W Los Angeles odnotowano nawet wzrost liczby samobójstw, a także sprzedaży prasy w omawianym czasie. Gladys Baker, matka Marilyn, dowiedziała się o śmierci córki kilka tygodni po fakcie, a zmarła 11 marca 1984 w wieku 81 lat w Gainesville na Florydzie. Ojciec Monroe, Charles Stanley Gifford, zmarł w wieku 66 lat, 27 czerwca 1965 w Hemecie w Stanie Kalifornia.

### Teorie spiskowe
Wokół tajemniczej śmierci Monroe narosło wiele teorii spiskowych. Spekulacje wokół okoliczności zgonu aktorki wywołują niejasności dostrzeżone w trakcie śledztwa, m.in.: brak szklanki i wody, którymi Monroe mogłaby popić śmiertelną dawkę leków; nienaturalna pozycja ciała aktorki (twarzą w dół, z rozłożonymi rękami i nogami); nienaturalna nagość zmarłej, która nie zwykła spać bez ubrania; siniaki na ciele Monroe (m.in. w górnej części lewego uda); brak śladu po pigułkach w organizmie zmarłej; niezgodność danych w zgłoszeniu zgonu i sprawozdaniu toksykologa. W drugiej połowie 1982 na łamach „US Magazine” ukazał się artykuł autorstwa dziennikarza śledczego Milo Speriglio i producentki telewizyjnej Shelley Ross pt. „Kto zabił Marilyn Monroe?”, który na nowo rozpętał spekulacje o możliwym morderstwie aktorki. Speriglio podtrzymał swoją teorię o zamordowaniu Monroe podczas konferencji prasowej, którą zorganizował 4 sierpnia 1982 w Greater Los Angeles Press Club; przed zwołaniem konferencji przez 10 lat badał sprawę śmierci aktorki. 10 sierpnia tego samego roku John Van de Kamp, prokuratur okręgowy Los Angeles, wznowił śledztwo w sprawie śmierci Monroe.
Według biografa Anthony’ego Summersa Monroe w ostatnich miesiącach życia miała poważne problemy psychiczne, a także romansowała z Johnem F. Kennedym i jego bratem, Robertem F. Kennedym, z którymi dyskutowała o sprawach politycznych i społecznych, co miało niepokoić ich współpracowników. Gdy romans z Robertem się zakończył, aktorka miała zagrozić mu upublicznieniem ich relacji. Fotograf Robert Slatzer potwierdził, że Monroe poinformowała go o planach zorganizowania 6 sierpnia 1962 konferencji prasowej, na której miała ujawnić swoje romanse. Aktorka w dniu śmierci ponoć przypadkowo przedawkowała lekarstwa i umarła w karetce pogotowia w drodze do szpitala w Santa Monica. Robert F. Kennedy chciał opuścić Los Angeles przed ujawnieniem faktu o zgonie aktorki, wówczas jej ciało miało zostać zawiezione do domu, gdzie upozorowano samobójstwo. Kennedy był widziany w domu Monroe w dniu śmierci aktorki, co potwierdzili m.in. Eunice Murray (gosposia Monroe) i Deborah Gould (żona Petera Lawforda), a także sąsiadka aktorki, która stwierdziła, że Kennedy’emu towarzyszył mężczyzna z torbą lekarską. Robert F. Kennedy miał potwierdzić policji, że odwiedził Monroe pod wieczór w dniu jej śmierci, a w trakcie kłótni kilka razy ją uderzył. Obecności Kennedy’ego w domu Monroe zaprzeczyła za to Pat Newcomb, agentka prasowa aktorki.
Po śmierci Monroe zaginęło wiele jej rzeczy osobistych, m.in. czerwony dziennik, który miał zawierać drażliwe informacje wagi państwowej (m.in. wzmianki o intymnych stosunkach Monroe z braćmi Kennedy, znajomości wypadków w Zatoce Świń i zorganizowanym przez CIA planie zamordowania Fidela Castro przez gangsterów), które aktorka w większości uzyskała w trakcie prywatnych rozmów z Robertem F. Kennedym.
John Miner ujawnił treść transkrypcji taśm, jakie Monroe rzekomo nagrała krótko przed śmiercią i przekazała doktorowi Ralphowi Greensonowi. Aktorka opowiadała w nich m.in. o planach na przyszłość, co miało dowodzić tego, że nie chciałaby popełniać samobójstwa. Taśm nigdy nie odnaleziono.
Policja po przybyciu do mieszkania Monroe odnotowała, że Eunice Murray prała pościel, co miałoby wskazywać na zacieranie śladów. Uwagę policji zwróciło także nerwowe poruszanie się gosposi po domu, opróżnianie przez nią lodówki i pakowanie małych paczek do jej samochodu. Śledczy zajmujący się sprawą Monroe po 30 latach przyznał: Zawsze czułem, że kluczowa była pani Murray, która – jego zdaniem – mogła działać na polecenie Greensona. Przeciwko Murray przemawia także fakt, że w rozmowach z dziennikarzami udzielała sprzecznych informacji w sprawie okoliczności śmierci Monroe. Odkryto, że gosposia złożyła fałszywe zeznania, twierdząc że widziała światło prześwitujące spod zamkniętych drzwi sypialni Monroe, co było niemożliwe, bo aktorka około miesiąc wcześniej kazała wyłożyć podłogi dywanami z grubej wełny, szczelnie przylegającymi do ściany. O tym, że przez szparę pod drzwiami widać było światło, mówił także dr Greenson. Zeznania obojga podważono również z uwagi na fakt, że drzwi do sypialni Monroe nie mogły być zamknięte na klucz, ponieważ nie miały zamka, gdyż aktorka po pobycie w szpitalu psychiatrycznych ich nie znosiła.
Wszystkie pomieszczenia w domu Monroe, w tym sypialnia, w której znaleziono jej ciało, a także telefon aktorki, były podłączone do podsłuchu założonego przez Bernarda Spindela. Na jednej z taśm miał być zarejestrowany moment śmierci Monroe (aktorka podobno była bita, a mordercy zastanawiali się nad tym, co zrobić z jej ciałem), jednak materiał dźwiękowy zaginął. 6 sierpnia 1962 nad ranem dwóch mężczyzn, na podstawie dokumentów urzędowych, zarekwirowało zapis rozmów telefonicznych Monroe z biura General Telephone Company w Brentwood.
Istnieje hipoteza, wedle której do śmierci Monroe przez przypadek przyczynili się jej lekarze. Dr Ralph Greenson miał zaaplikować aktorce lewatywę z wodzianu chloralu, nie wiedząc o tym, że dr Hyman Engelberg zapisał jej Nembutal, co w efekcie mogło spowodować zgon Monroe. Lekarze, zdaniem policji i dziennikarzy śledczych, mieli okłamać organy ścigania w sprawie godziny zgonu Monroe (po wezwaniu policji mieli zeznać, że zgon aktorki nastąpił trzy godziny wcześniej, podczas gdy barwa ciała zmarłej wskazywała na śmierć osiem godzin wcześniej) i nie potrafili wyjaśnić wielogodzinnej zwłoki w powiadomieniu policji o śmierci aktorki. Dr Greenson miał jednak stwierdzić, że zwlekał z zawiadomieniem służb, ponieważ musiał uzyskać na to zgodę działu reklamy wytwórni 20th Century Fox.
Jeszcze inne teorie zakładają morderstwo Monroe dokonane przez mafię, FBI bądź CIA.

## Wizerunek

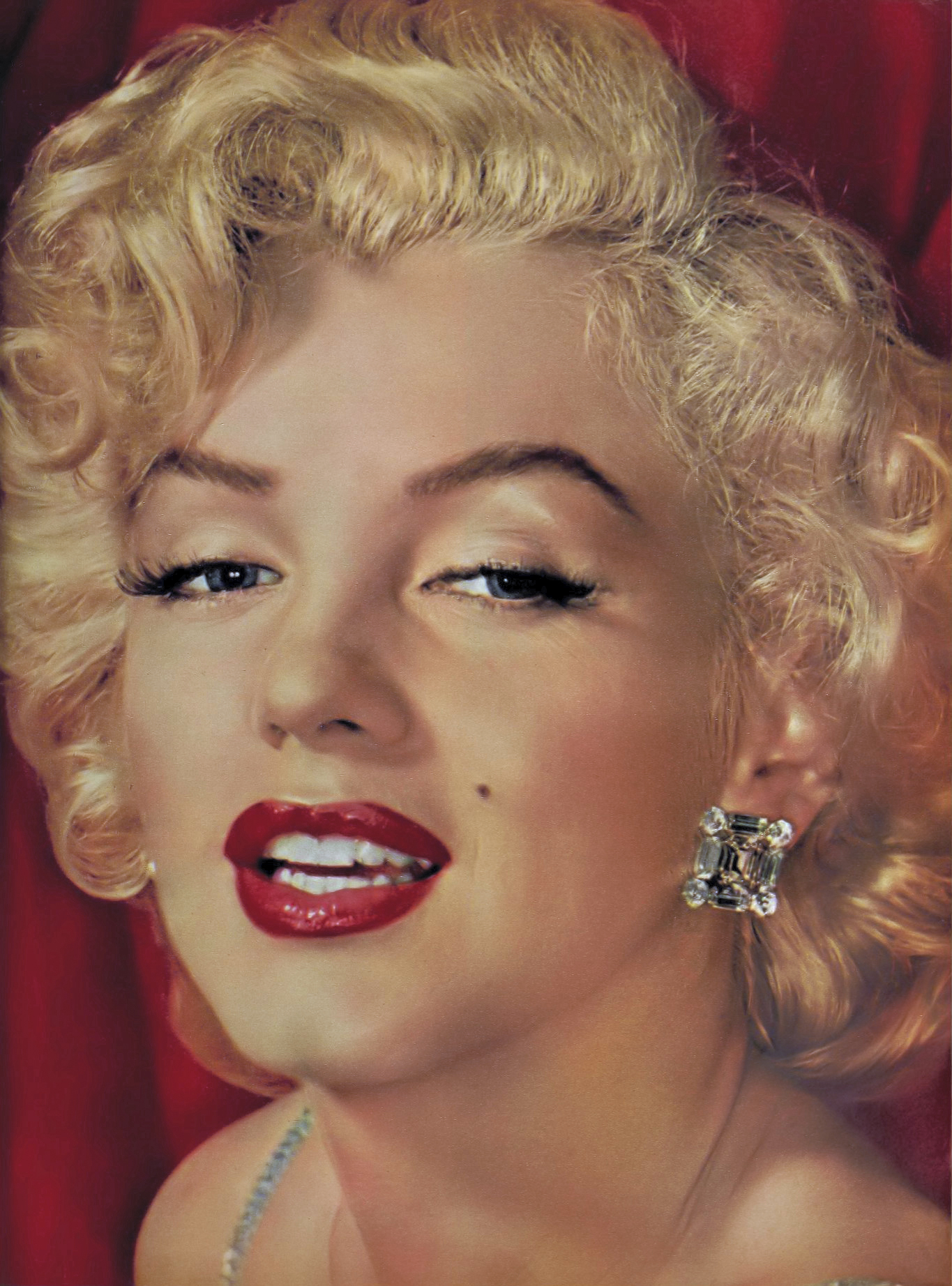
Monroe na zdjęciu w magazynie TV Radio Mirror z 1961

Swój wizerunek w dużej mierze opierała na Jean Harlow, która była jej ulubioną aktorką. Na początku kariery modelingowej przefarbowała włosy z koloru rudego na jasny blond, któremu pozostawała wierna do końca życia. Pod koniec lat 40. przeszła operację usunięcia dwóch plamek na podbródku i guzka z czubka nosa, a także wstawienia silikonowej protezy poniżej dolnych dziąseł. By nadać ustom odpowiednią barwę i kształt, malowała je pięcioma odcieniami szminki. Miała niebieskie oczy.

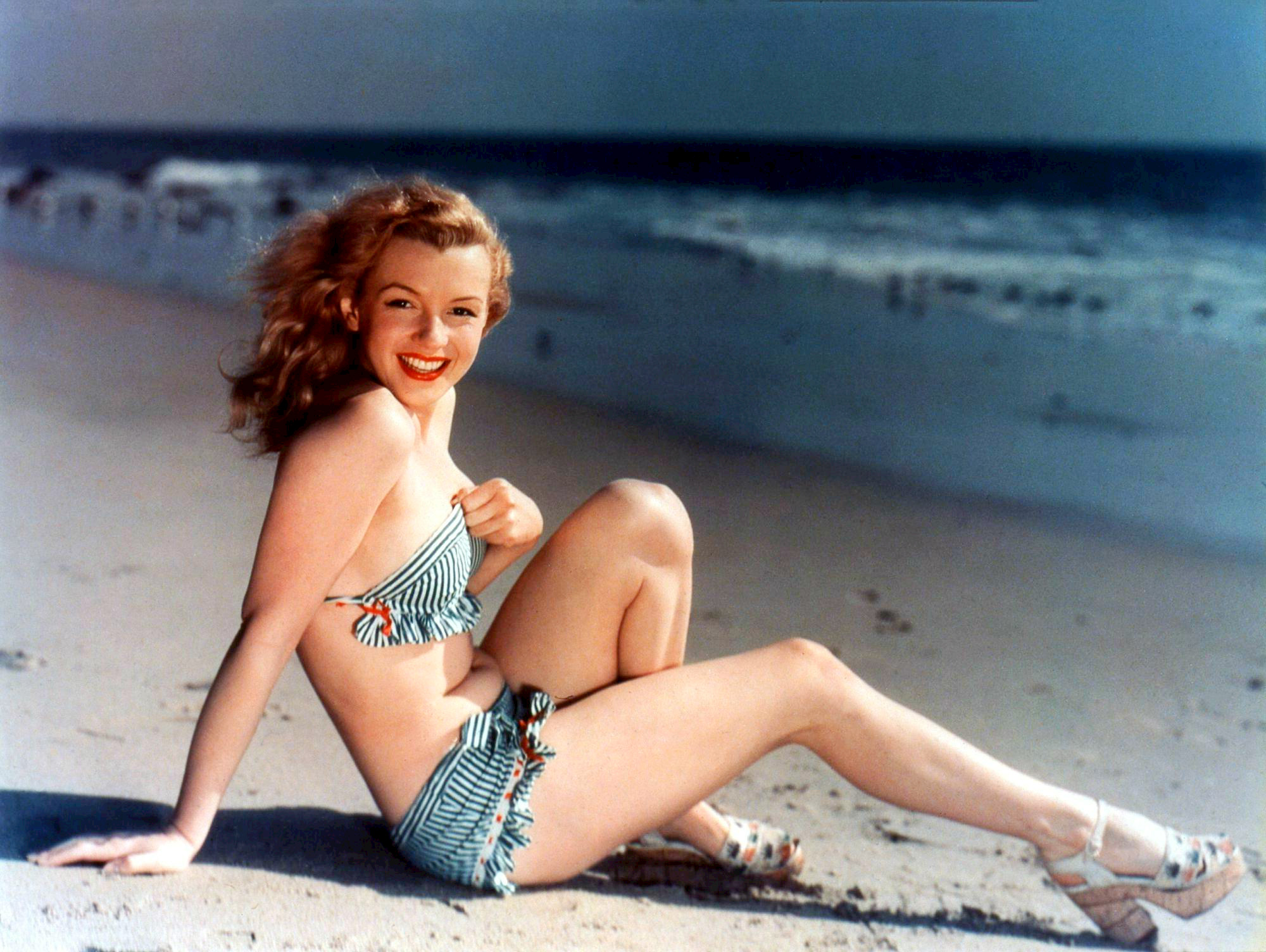
Monroe pod koniec lat 40.

Wymiary jej ciała wynosiły 88-56-88 (w ostatnim roku życia – 93-56-88) oraz mierzyła 164 cm lub 166 cm wzrostu. W chwili śmierci ważyła 53 kg. W 1952 w wywiadzie dla magazynu „Pageant” scharakteryzowała swoją dietę: rano zwykle jadła dwa surowe jajka z mlekiem, po czym przyjmowała witaminy w tabletkach, a na obiad spożywała różne rodzaje mięsa wraz z kilkoma surowymi marchewkami. Była jedną z pierwszych gwiazd filmowych, które publicznie przyznały, że ćwiczą jogę – w 1956 powiedziała w wywiadzie, że ćwiczy codziennie, a jej ulubioną pozycją jest stanie na rękach. Oprócz tego dbała o kondycję, regularnie biegając.
Uważana była za seksbombę, do czego odnosiła się z dystansem, jednocześnie miała dość grania ról opartych wyłącznie na wizerunku seksownej, ale mało bystrej blondynki. Miała zwyczaj udzielać wywiadów i pojawiać się publicznie bez bielizny pod ubraniem. By jej chód był seksowniejszy, skracała jeden obcas o kilka milimetrów, dzięki czemu jej pośladki unosiły się i opadały. Studia filmowe na kanwie popularności aktorki próbowały wykreować własne gwiazdy filmowe, zgodne z emploi Monroe: w 20th Century Studios były to Jayne Mansfield i Sheree North, w Universal Pictures – Mamie Van Doren, w Columbia Pictures – Kim Novak, a w The Rank Organisation – Diana Dors.

## Życie prywatne
Jej aktorskimi idolami byli: Jean Harlow, Clark Gable i Montgomery Clift. Ceniła malarstwo Francisca Goi. W wolnych chwilach lubiła czytać – miała kolekcję książek obejmującą kilkaset tytułów, poza tym często chodziła do biblioteki i księgarni. Była wielbicielką Abrahama Lincolna. Przyjaźniła się z wieloma intelektualistami, m.in. z pisarzem Trumanem Capotem i dziennikarzem Lesterem Markelem. W połowie lat 50. jej najbliższym przyjacielem był Milton H. Greene, z którym przyjaźniła się do 1957, kiedy to zerwała kontakt z fotografem pod wpływem zazdrości swojego ówczesnego męża, Arthura Millera. Przyjaźniła się także z Jimem Haspielem, który wcześniej był nastoletnim fanem Monroe.
By uniknąć bycia rozpoznaną w miejscach publicznych, często posługiwała się fikcyjnymi danymi, m.in. Zelda Zonk, Faye Miller lub Toni Roberts, a także nosiła czarną perukę.
Była członkinią Stowarzyszenia Nauki Chrześcijańskiej. Przed ślubem z Arthurem Millerem przeszła na judaizm, w późniejszych wywiadach określała siebie jako „niewierzącą żydówkę”. Należała do Partii Demokratycznej. Przejawiała objawy homofobii i wypowiadała się przeciwko rasizmowi. Miała silnie lewicowe poglądy, przez co objęta została obserwacją FBI. Trzeci mąż Monroe, Arthur Miller, podejrzewany był o związki z Komunistyczną Partią Stanów Zjednoczonych, a sama aktorka spotkała się w Meksyku z Frederickiem V. Fieldem – emigracyjnym działaczem CPUSA. Pozostawała w bliskim kontakcie z prezydentem Indonezji Ahmedem Sukarno, co wzbudziło ciekawość CIA. Obserwację FBI prowadzono od 1955 do śmierci aktorki. W 1960 poparła Krajowy Komitet na rzecz Rozsądnej Polityki Nuklearnej.
Wspierała finansowo organizacje dobroczynne na rzecz dzieci oraz fundacje pomagające sierotom i osobom chorym na reumatyzm, artretyzm i dystrofię mięśni. Monroe była stosunkowo nisko opłacaną aktorką: za udział w komedii Mężczyźni wolą blondynki otrzymała ok. 15-18 tys. dol., a za swój ostatni film Something’s Got to Give – 100 tys. dol.

### Zdrowie
W połowie lat 40. zdiagnozowano u niej depresję, która miała być wywołana tęsknotą za mężem odbywającym służby wojskowe. Kiedy miała 18 lat, zaczęła brać narkotyki. Zmagała się z bezsennością i często zażywała barbiturany. Od 1954 nałogowo przyjmowała także inne leki (m.in. pobudzające) i narkotyki (np. amfetaminę). Była uzależniona od alkoholu. Z powodu przedawkowania używek kilkukrotnie dostała zapaści, toteż potrzebowała interwencji lekarskiej (często przechodziła zabieg płukania żołądka).
Zmagała się z endometriozą.
W kwietniu 1952 przeszła operację wycięcia wyrostka robaczkowego. W 1961 przeszła operację usunięcia woreczka żółciowego (po zabiegu pozostała jej blizna na brzuchu), lekarze poza tym zdiagnozowali u niej owrzodzenie okrężnicy.

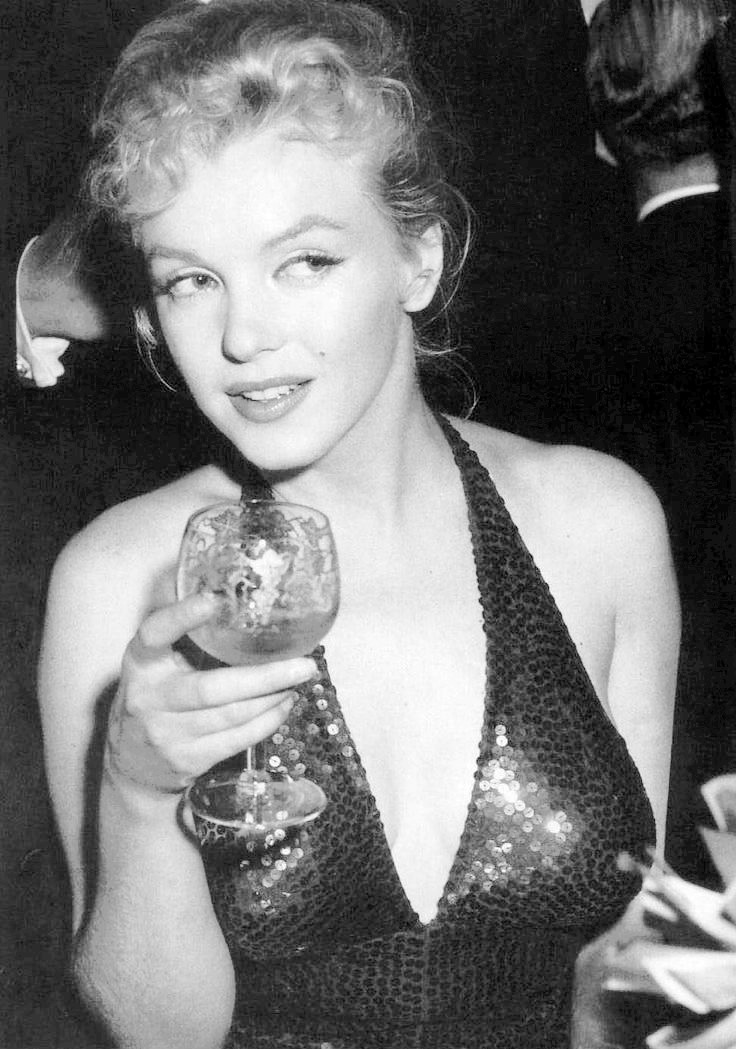
Monroe z kieliszkiem alkoholu na Paris Ball (1957)

Przypuszczano, że miała tendencję do schizofrenii, którą mogła odziedziczyć po matce i babce, bądź do zaburzeń osobowości typu borderline. W 1954 po raz pierwszy odbyła wizytę u psychiatry, w następnym roku podjęła leczenie psychiatryczne u dr Margaret Herz Hohenberg, a w drugiej połowie lat 50. odbywała sesje psychoterapeutyczne u dr Marianne Kris. W styczniu 1960 podjęła codzienną terapię u dra Ralpha Greensona, z którym w ostatnich miesiącach życia odbywała nawet pięciogodzinne sesje terapeutyczne. Na początku 1961 trafiła do Payne Whitney Psychiatric Clinic w Nowym Jorku, gdzie – jak później twierdziła – czuła się jak w więzieniu, ponieważ m.in. zamykano jej drzwi od zewnątrz i kontrolowano rozmowy telefoniczne. Pewnego dnia, sfrustrowana zakazem wykonywania rozmowy telefonicznej, rozbiła szybę i z kawałkiem szkła w dłoni powiedziała do obsługi szpitala: Jeśli będziecie mnie traktować jak wariatkę, to będę się tak zachowywać. Pobyt w szpitalu zakończyła po kilku dniach po interwencji Joego DiMaggio, a następnie od 10 lutego do 5 marca 1961 przebywała na oddziale neurologicznym Columbia-Presbyterian Medical Center.

### Związki uczuciowe
Istnieją pogłoski, potwierdzone przez kilka osób z bliskiego otoczenia Monroe, że aktorka przed 21. rokiem życia urodziła syna, którego została zmuszona oddać do adopcji tuż po porodzie. Niektóre źródła podtrzymują, że Monroe przeszła operację podwiązania jajowodów i że wielokrotnie poddawała się zabiegom aborcji. Do ukończenia 29. roku życia miała przerwać 13 ciąż.
Była związana bądź sypiała (często pozostając w innej relacji uczuciowej) m.in. z reporterem Robertem Slatzerem, fotografem André de Dienesem, agentem Billem Burnside’em, aktorem Tommym Zahnem, dziennikarzem Jamesem Baconem, aktorem Charlesem Chaplinem Jr., aktorem Sydneyem Chaplinem, promotorem Benem Lyonem, dyrektorem muzycznym Columbia Records Fredem Kargerem, producentem odzieży Henrym Rosenfeldem, łowcą talentów Johnnym Hyde’em (ciężko chory namawiał ją na ślub, ale ta notorycznie odmawiała), reżyserem Elią Kazanem (na planie filmu As Young as You Feel), prezesem 20th Century Fox Spyrosem Skourasem, aktorem Nico Minardosem, kostiumologiem Billym Travillą, aktorem Edwardem G. Robinsonem Jr., aktorem Peterem Lawfordem, nauczycielem śpiewu Halem Schaeferem, aktorem Marlonem Brando, fotografem Miltonem Greenem, piosenkarzem i aktorem Yves’em Montandem, piosenkarzem Frankiem Sinatrą i scenarzystą Jose Bolañosem. Według pisarza Tony’ego Jerrisa, romansowała z Jane Lawrence, mającą wtedy 16 lat. Prasa spekulowała także, że Monroe pozostała w nieformalnych związkach m.in. z aktorkami: Joan Crawford, Marleną Dietrich, Natashą Lytess (swoją nauczycielką aktorstwa), Barbarą Stanwyck i Elizabeth Taylor. W ostatnich miesiącach życia utrzymywała kontakty seksualne z prezydentem USA Johnem F. Kennedym i jego bratem, prokuratorem generalnym Robertem F. Kennedym.
Oficjalnie była trzykrotnie zamężna (z Jamesem Doughertym, Joe DiMaggio i Arthurem Millerem), jednak istnieją spekulacje, że 4 października 1952 w Tijuanie potajemnie wyszła za fotografa Roberta Slatzera, a ich małżeństwo przetrwało zaledwie trzy dni, po czym zostało unieważnione w obawie aktorki przed reakcją przyjaciół i szefów wytwórni filmowej. Slatzer potwierdził ślub z Monroe podczas badania wykrywaczem kłamstw, który wskazał, że fotograf mówi prawdę. Oryginał aktu ślubu został zniszczony, a świadkiem sekretnej uroczystości był Noble Chissell.

#### Małżeństwo z Jamesem Doughertym

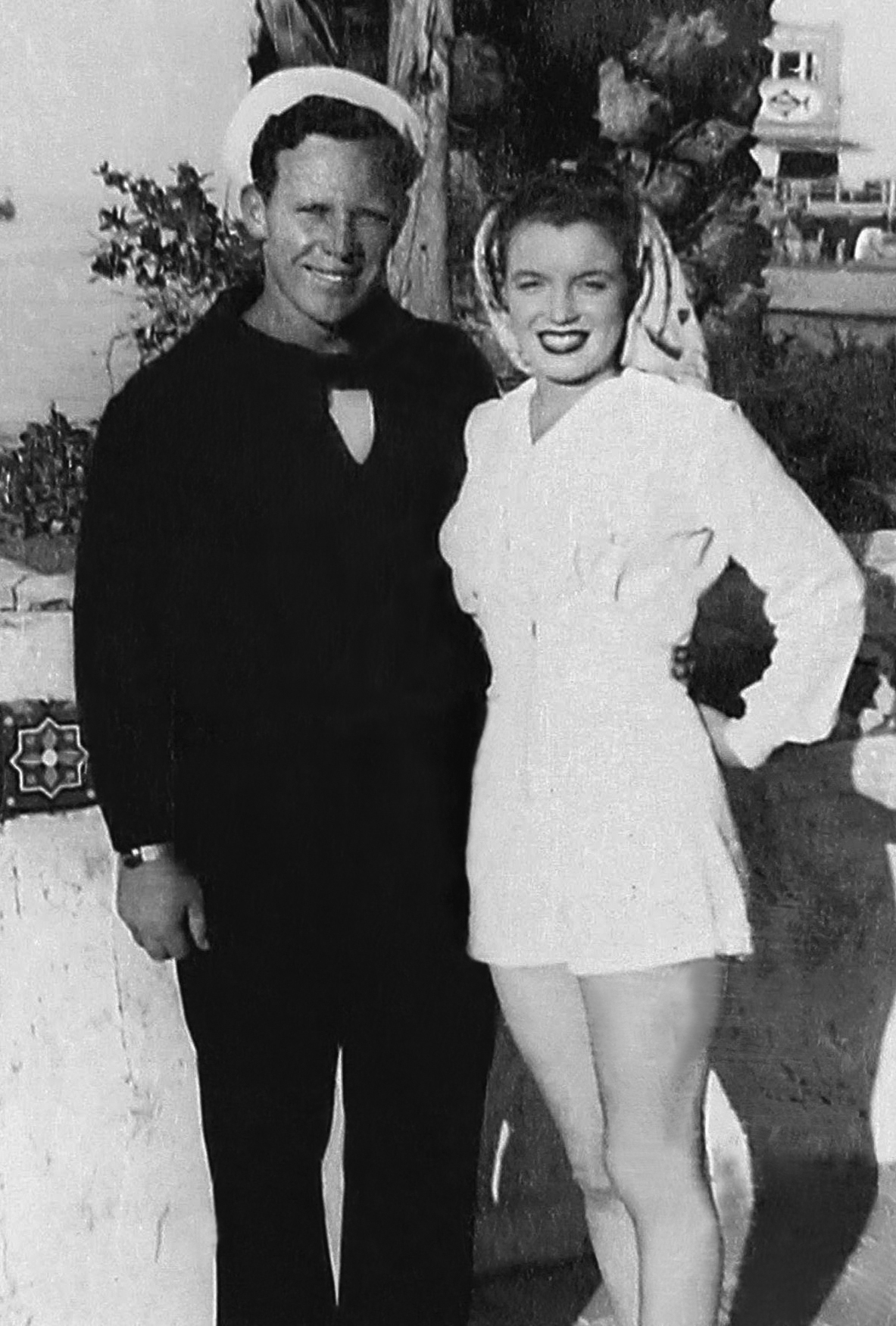
Dougherty i Monroe (ok. 1943–1944)

Chcąc uniknąć powrotu do sierocińca, który groziłby jej po wyjeździe opiekunów prawnych (Grace i Ervina Goddardów) z Kalifornii, 19 czerwca 1942 poślubiła swojego sąsiada, Jamesa Dougherty’ego, wówczas 21-letniego pracownika zakładu pogrzebowego i fabryki samolotów, którego poznała rok wcześniej w Van Nuys High School. Po ślubie przyjęła dwuczłonowe nazwisko – Mortenson Dougherty. Zamieszkała z mężem w bungalowie w Sherman Oaks.
Jesienią 1943 przeprowadziła się z mężem do Catalina Island, gdzie Dougherty – dołączywszy do marynarki handlowej – został przydzielony do nauczania bezpieczeństwa morskiego. Korzystając z nieobecności męża, który w 1944 został wcielony do armii i ruszył w misję na Pacyfik, kilkukrotnie dopuściła się zdrady małżeńskiej, co tłumaczyła samotnością. Jednym z jej kochanków był fotograf André de Dienes. Na przełomie 1945 i 1946 zwróciła się do męża z prośbą o podpisanie dokumentów rozwodowych i, choć ten początkowo odmówił, w końcu zgodził się na rozwód. 13 września 1946 rozwiodła się z Doughertym.

#### Małżeństwo z Joe DiMaggio

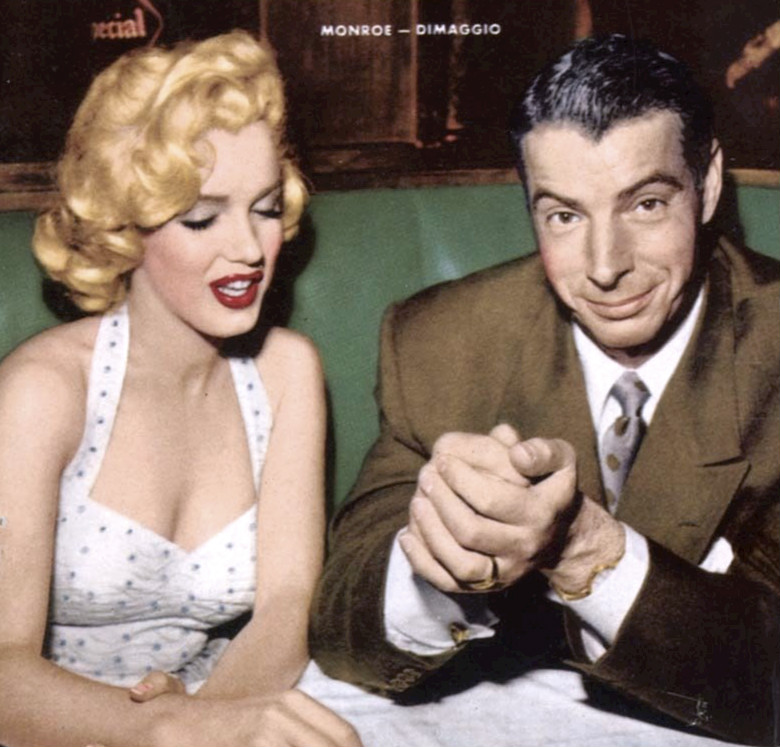
Monroe i DiMaggio (1954)

Joe DiMaggio był jednym z najpopularniejszych graczy baseballu w USA. Na początku 1952, zobaczywszy zdjęcie Monroe w czasopiśmie „Baseball Outfit”, poprosił swojego znajomego Gusa Zerniala o możliwość spotkania się z aktorką. Para umówiła się na spotkanie w restauracji na Bulwarze Zachodzącego Słońca; Monroe spóźniła się dwie godziny. Związek pary stał się istotnym tematem dla amerykańskich mediów. Monroe i DiMaggio pobrali się 14 stycznia 1954 w San Francisco.
Monroe po ślubie wyjechała z mężem na miesiąc miodowy do Japonii. W trakcie pobytu w Azji zaśpiewała dla 10-17 tys. amerykańskich żołnierzy stacjonujących w Korei Południowej w czasie wojny koreańskiej, co nie spodobało się to DiMaggio, który był chorobliwie zazdrosny o żonę. Baseballista okazał chorobliwą zazdrość o żonę również na planie Słomianego wdowca ze względu na scenę z podwiewającą suknią Monroe – po zakończeniu zdjęć zrobił aktorce awanturę i ją pobił. W trakcie trwania małżeństwa pragnął uczynić z żony gospodynię domową i odizolować ją od innych ludzi. 5 września 1954 przedstawiciele Monroe ogłosili złożenie pozwu rozwodowego przez aktorkę. Jako powód rozpadu małżeństwa wskazano „nieusuwalny konflikt interesów zawodowych stron”. Monroe podczas rozprawy sądowej oskarżyła DiMaggio o stosowanie przemocy psychicznej i fizycznej – w trakcie trwania małżeństwa ukrywała ślady po pobiciach pod grubą warstwą makijażu. 27 października 1954 uzyskała rozwód z DiMaggio.
Monroe mimo rozstania z DiMaggio nadal utrzymywała z nim kontakt. Po kilku latach wyraźnie zbliżyli się do siebie. DiMaggio w 1961 pomógł Monroe opuścić szpital psychiatryczny i się nią zaopiekował, a w kolejnych miesiącach sporadycznie ją odwiedzał. Ponoć planowali ponownie się pobrać. DiMaggio zorganizował pogrzeb Monroe i przez następne dekady, aż do swojej śmierci, trzy razy w tygodniu wysyłał róże na jej grób.

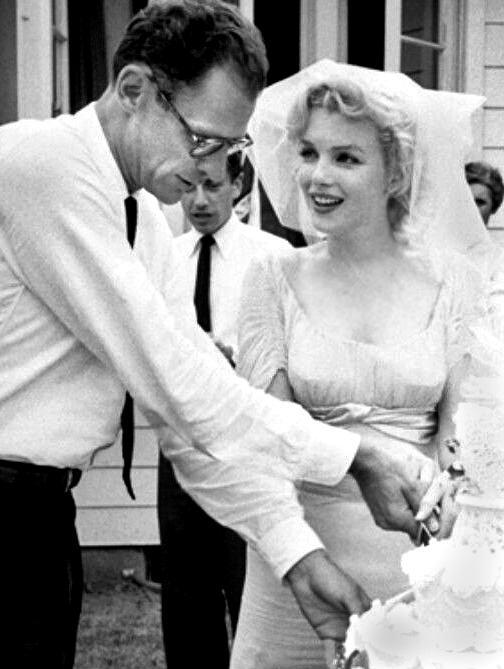
Miller i Monroe w czasie wesela

#### Małżeństwo z Arthurem Millerem
W 1950 poznała dramaturga Arthura Millera, który wówczas był żonaty. Odnowiła z nim kontakt kilka lat później, kiedy rozpadało się jej małżeństwo z DiMaggio, a w 1955 zaczęła się z nim spotykać. Po tym, jak zostali parą, aktorką zaczęło interesować się FBI, ponieważ Miller był podejrzewany o przyjazne relacje z komunistami, czemu on sam zaprzeczał. 29 czerwca 1956 Monroe poślubiła Millera w siedzibie Sądu Okręgowego w White Plains w obecności dwóch świadków i bez udziału fotoreporterów. Dla męża przeszła na judaizm. 1 lipca w domu Kay Brown, agentki Millera, ślubu udzielił im rabin Robert Goldberg. Monroe dwa tygodnie po ślubie wyjechała z mężem do Londynu, gdzie kręciła Księcia i aktoreczkę. Po powrocie do Nowego Jorku 22 listopada 1956 zamieszkali w wynajętym mieszkaniu przy 57 Ulicy 444 nad East River, a kilka miesięcy później przeprowadzili się do domu w Amagansett na Long Island.
Trzykrotnie zaszła z Millerem w ciążę, ale każdą z nich poroniła. 3 sierpnia 1957 przeszła operację usunięcia pozamacicznej ciąży.
Ze względu na swoją niestabilną psychikę oddaliła się od męża, a w trakcie zdjęć do filmu Pokochajmy się rozpoczęła romans z Yves’em Montandem, który trwał przez prawie dwa miesiące. Miller specjalnie dla Monroe napisał scenariusz do Skłóconych z życiem, ale to nie poprawiło ich stosunków małżeńskich. W listopadzie 1960 ogłosili rozpad małżeństwa, a w styczniu 1961 w El Paso rozwiedli się z powodu „niezgodności charakterów”. Inne źródła podają, że do rozwodu pary doszło 11 listopada 1961.

## Filmografia
Pomimo stosunkowo krótkiej kariery filmowej, w czasie której wielokrotnie grała role epizodyczne, jej filmy przyniosły dochód ponad 200 mln dolarów. Dwa z jej filmów: Asfaltowa dżungla i Pół żartem, pół serio zostały wpisane do National Film Registry.
Filmy fabularne
- 1947: Szokująca panna Pilgrim (The Shocking Miss Pilgrim) jako operatorka telefonu (niewymieniona w czołówce)
- 1947: Dangerous Years jako Evie, kelnerka w Gopher Hole
- 1948: You Were Meant for Me (niewymieniona w czołówce)
- 1948: Scudda-Hoo! Scudda-Hay! jako dziewczyna w kajaku (niewymieniona w czołówce)
- 1948: Green Grass of Wyoming jako Epizod ze Square Dance (niewymieniona w czołówce)
- 1948: Dziewczęta z chóru (Ladies of the Chorus) jako Peggy Martin
- 1949: Szczęśliwa miłość (Love Happy) jako klientka
- 1950: Błyskawica (The Fireball) jako Polly
- 1950: Podróż do Tomahawk (A Ticket to Tomahawk) jako Clara (niewymieniona w czołówce)
- 1950: Right Cross jako Dusky Ledoux (niewymieniona w czołówce)
- 1950: Asfaltowa dżungla (The Asphalt Jungle) jako Angela Phinlay
- 1950: Wszystko o Ewie (All About Eve) jako panna Claudia Casswell
- 1951: Opowieść z rodzinnych stron (Home Town Story) jako Iris Martin
- 1951: As Young as You Feel jako Harriet
- 1951: Pamiętniki Don Giovanniego (Love Nest) jako Roberta ‘Bobbie’ Stevens
- 1951: Pobierzmy się (Let’s Make It Legal) jako Joyce
- 1952: Proszę nie pukać (Don’t Bother to Knock) jako Nell Forbes
- 1952: O. Henry przy pełnej widowni (Full House) jako prostytutka (fragment „The Cop and the Anthem”)
- 1952: Uprzejmie informujemy, że nie są państwo małżeństwem (We’re Not Married!) jako Annabel Jones Norris
- 1952: Na krawędzi (Clash by Night) jako Peggy
- 1952: Małpia kuracja (Monkey Business) jako panna Lois Laurel
- 1953: Niagara jako Rose Loomis
- 1953: Mężczyźni wolą blondynki (Gentlemen Prefer Blondes) jako Lorelei Lee
- 1953: Jak poślubić milionera (How to Marry a Millionaire) jako Pola Debevoise
- 1954: Nie ma jak show (There’s No Business Like Show Business) jako Vicky
- 1954: Rzeka bez powrotu (River of No Return) jako Kay Weston
- 1955: Słomiany wdowiec (The Seven Year Itch) jako dziewczyna
- 1956: Przystanek autobusowy (Bus Stop) jako Cherie
- 1957: Książę i aktoreczka (The Prince and the Showgirl) jako Elsie Marina
- 1959: Pół żartem, pół serio (Some Like It Hot) jako Sugar Kane Kowalczyk
- 1960: Pokochajmy się (Let’s Make Love) jako Amanda Dell
- 1961: Skłóceni z życiem (The Misfits) jako Roslyn Taber
- 1962: Something’s Got to Give jako Ellen Wagstaff Arden

Producent wykonawczy
- 1957: Książę i aktoreczka (The Prince and the Showgirl)

## Nagrody i nominacje
Złote Globy
- 1957 – nominacja: najlepsza aktorka w filmie komediowym lub musicalu – Przystanek autobusowy
- 1960 – najlepsza aktorka w filmie komediowym lub musicalu – Pół żartem, pół serio

Henrietta Award
- 1954 – ulubiona aktorka filmowa na świecie
- 1962 – ulubiona aktorka filmowa na świecie

Nagrody BAFTA
- 1956 – nominacja: najlepsza aktorka zagraniczna – Słomiany wdowiec
- 1958 – nominacja: najlepsza aktorka zagraniczna – Książę i aktoreczka

David di Donatello
- 1958 – Złoty Talerz – Książę i aktoreczka

## Miejsce w kulturze popularnej

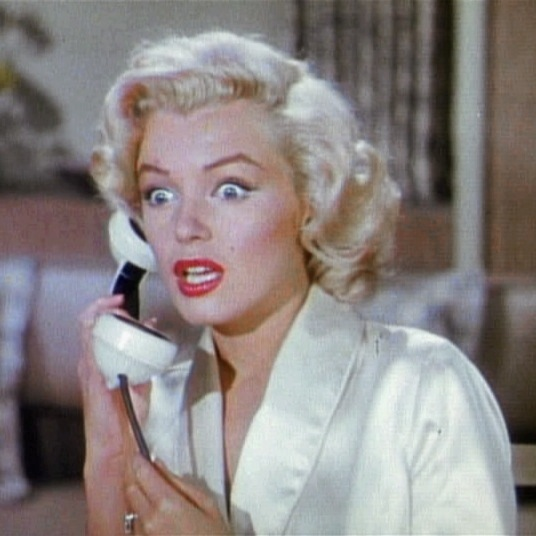
Monroe w Mężczyźni wolą blondynki. Jeden z wielu filmów, w których aktorka odgrywała rolę seksownej i naiwnej blondynki

Monroe uważana jest za ikonę pin-upu, symbol seksu i kobiecości. W 2009 została uznana przez TV Guide Network za najseksowniejszą kobietę wszech czasów. Również magazyn „People” wyróżnił ją w ten sposób. Według Gaila Levina była najczęściej fotografowaną osobą w XX w., a Smithsonian Institution zaliczył ją do grona najbardziej znaczących Amerykanów w XX w. Zdaniem Glorii Stein Monroe pozostaje symbolem feminizmu ze względu na swoje osobiste doświadczenia, w tym molestowanie seksualne czy choroby psychiczne.
Znalazła się na liście „Forbesa” wśród najlepiej zarabiających zmarłych gwiazd, z wynikiem 17 mln dolarów w 2015.
Wpłynęła na wielu artystów, m.in. Andy’ego Warhola, który po śmierci Monroe stworzył serię jej portretów, które dzisiaj są uznawane za jedne z najważniejszych dzieł powojennej sztuki; prace znajdują się m.in. w Museum of Modern Art. Postać Monroe była także przedmiotem setek książek, wielu filmów, oper czy piosenek. Tytuły prac, w których jest obiektem badań, obejmują m.in. „Maski i semiotykę tożsamości” czy „Amerykańską Monroe, upolitycznienie ciała”. Jedna z książek analizuje wpływ jej rzekomego samobójstwa na autodestrukcyjne tendencje wśród amerykańskiej młodzieży. Skomplikowane życie Monroe stało się tematem dyskusji nad środkami masowego przekazu, sławą i konsumpcjonizmem.
Wizerunek Monroe związany był z kampaniami reklamowymi i produktami firm, takich jak m.in. FIAT, Max Factor, Chanel, Procter&Gamble czy Mercedes-Benz. W 2010 prawa do wizerunku aktorki wykupiła za 25 mln dolarów firma Authentic Brand Group, która m.in. sprzedaje linię odzieży w Macy’s oraz bieliznę pod marką Monroe.
Uważana jest za protoplastę współczesnych celebrytek w typie Paris Hilton i Kim Kardashian. Styl Monroe pod różnymi postaciami wielokrotnie był powielany i prezentowany m.in. przez: Madonnę, Beyoncé, Cindy Crawford, Christinę Aguilerę, Jennifer Lopez, Britney Spears i Gwen Stefani.

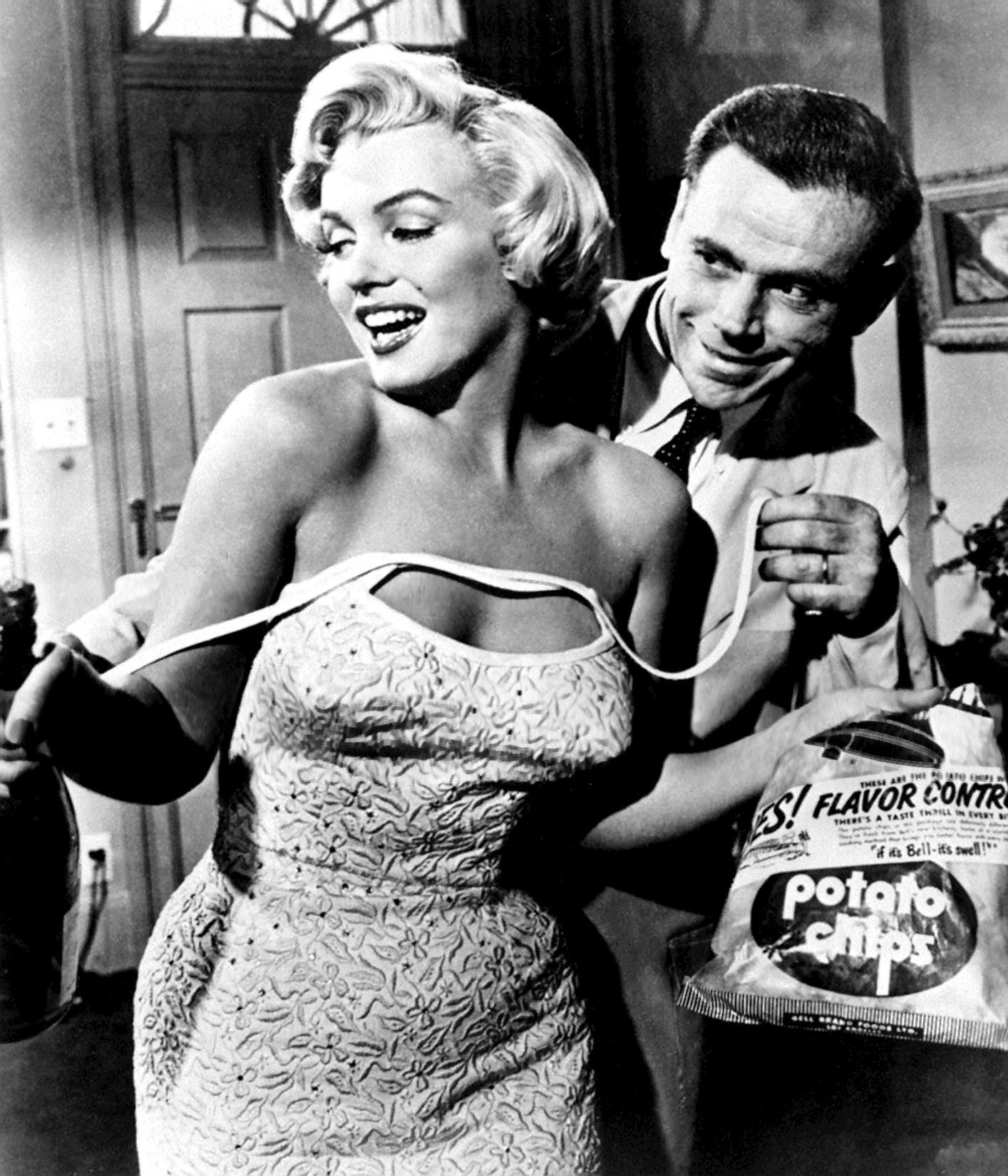
Monroe w Słomianym wdowcu

Charakteryzując wieloaspektowy fenomen Monroe, biografka Lois Banner podkreśliła, że każde pokolenie, nawet każda jednostka może stworzyć własną Monroe wedle własnych potrzeb, w zależności od kontekstu. Sceniczny wizerunek Monroe sprawiał, że stała się obiektem pożądania wielu mężczyzn. Odgrywała zwykle role sekretarek, chórzystek, modelek i była postrzegana jako „idealna towarzyszka do zabaw”. Przeszła do historii kina jako aktorka wcielająca się w rolę stereotypowych, ale niezbyt błyskotliwych blondynek, a dziecięcy głos oraz uwodzicielski sposób poruszania się były nieodłącznymi elementami jej filmowego wizerunku. Sarah Churchwell, znawczyni tematu, tak opisywała Monroe:

Największym mitem jest to, że była głupia. Drugim, że była słaba. Trzecim, że nie potrafiła grać. (...) W rzeczywistości była bardzo inteligentna i bardzo twarda. Musiała być taka, aby pokonać system studyjny z lat 50. (...) Głupia blondynka była jej rolą – była aktorką, na miłość boską! Tak dobrą aktorką, że nikt obecnie nie wierzy, że mogła być kimś innym niż tą postacią, w którą wcielała się w kinie.

Sama Monroe z dystansem podchodziła do etykiety „seksbomby”, w wywiadzie dla czasopisma „Life” z 1962 powiedziała:

Nigdy do końca nie zrozumiałam tego bycia symbolem seksu. Zawsze myślałam, że symbole kolidują ze sobą. To jest właśnie ten problem, bycie symbolem seksu sprawia, że jest się przedmiotem. Wprost nienawidzę uprzedmiotowienia. Ale jeśli mam być czegoś symbolem, to już lepiej seksu niż innych spraw, które też mają swoją symbolikę!

Fenomen aktorki tak tłumaczyła pisarka Francine Prose:

Jej piękne ciało zniknęło, zanim zdążyła popełnić dwa amerykańskie grzechy ciężkie: roztyć się i zestarzeć

Krytycy filmowi nie są zgodni w kwestii oceny aktorstwa Monroe. Pauline Kael stwierdziła, że Monroe „robiła to, na co innym nie pozwalał dobry smak”, a Peter Bradshaw doceniał jej talent komediowy. Lee Strasberg o aktorstwie Monroe wypowiedział się w ten sposób: Pracowałem z setkami aktorów i aktorek, ale tylko dwoje wybija się ponad innych: Marlon Brando i Marilyn Monroe.

### Upamiętnienie

#### Piosenki
- 1952 – „Marilyn” Raya Anthony’ego[137]
- 1987 – „Candle in the Wind” Eltona Johna
- 1988 – „Marilyn et John” Vanessy Paradis
- 1989 – „Krew Marilyn Monroe” zespołu Róże Europy
- 1991 – „The Wind Cries (Who Killed Norma Jean)” zespołu Blue System
- 1996 – „Z twarzą Marilyn Monroe” zespołu Myslovitz
- 2010 – „Dance in the Dark” Lady Gagi
- 2012 – „Marilyn Monroe” Nicki Minaj
- 2012 – „Love Without Tragedy / Mother Mary” Rihanny
- 2012 – „Marilyn Monroe” Bryana Ferry’ego
- 2012 – „Marilyn Monroe (Puppy Love)” i „Body Electric” Lany Del Rey
- 2014 – „Marilyn Monroe” Pharrella Williamsa
- 2017 – „Marilyn Monroe” Sevdalizy

#### Filmy

##### Filmy dokumentalne i fabularne
- 1963 – Marilyn, reż. Don Medford[533]
- 1965 – Boginie miłości (Love Goddes), reż. Saul J. Turell, Graeme Ferguson
- 1967 – Legenda Marilyn Monroe (The Legend of Marilyn Monroe), reż. Terry Sanders[533]
- 1975 – Goodbye, Norma Jean, reż. Larry Buchanan; tytułową rolę zagrała Misty Rowe[533]
- 1979 – Arthur Miller on Home Ground, reż. Harry Resky[533]
- 1980 – Marilyn. Niebywała opowieść (Marilyn: The Untold Story), reż. John Flynn, Jack Arnold i Lawrence Schuller; tytułową rolę zagrała Catherine Hicks[533]
- 1991 – Marilyn i ja – film inspirowany relacją Marilyn Monroe i Roberta Slatzera[534]
- 1996 – Norma Jean & Marilyn[535]
- 2008 –  Marilyn – ostatnie seanse[536]
- 2011 – Blonde
- 2011 – Mój tydzień z Marilyn – film o relacji Marilyn Monroe i Colina Clarka podczas prac nad filmem Książę i aktoreczka
- 2015 – The Secret Life of Marilyn Monroe
- 2022 – Blondynka

##### Nawiązania w filmach
- 1958 – The Goddess
- 1960 – Garsoniera
- 1962 – Przylądek strachu
- 1982 – Grease 2
- 1994 – Pulp Fiction
- 2003 – Bruce Wszechmogący
- 2004 – Shrek 2
- 2004 – Człowiek w ogniu
- 2013 – Tropico

#### Monety
Wizerunek Marilyn Monroe został umieszczony na następujących monetach:
- dwóch okolicznościowych monetach Wysp Marshala o nominałach 5 i 10 dolarów wyemitowanych w 1995 roku[537][538];
- okolicznościowej monecie gibraltarskiej o nominale 1 korony wyemitowanej w 1996 roku[539];
- srebrnej monecie kolekcjonerskiej o nominale 5 dolarów Wysp Cooka wyemitowanej w 2011 roku[540];
- srebrnej monecie kolekcjonerskiej Tuvalu o nominale 1 dolara wyemitowanej w 2012 roku[541];
- srebrnej monecie kolekcjonerskiej Tokelau o nominale 5 dolarów wyemitowanej w 2022 roku[542].

#### Inne
- 1984 – teledysk do piosenki „Material Girl” Madonny
- 1988 – gwiazda „Corona Borealis” RA 16h Om 5s 30 53'
- 1989 – album Krew Marilyn Monroe zespołu Róże Europy
- 2009 – spektakl Krystiana Lupy Persona. Marilyn w Teatrze Dramatycznym m.st. Warszawy
- 2011 – pomnik „Forever Marilyn” autorstwa Sewarda Johnsona
- 2012 – budynek Absolute World w Kanadzie potocznie nazywany jest „wieżami Monroe”
- 2012 – teledysk do piosenki „National Anthem” Lany Del Rey
- 2022 – teledysk do piosenki „Nxde” południowokoreańskiego girlsbandu (G)I-DLE

#### Znaczki pocztowe
- 1995 – została upamiętniona na znaczku w związku z serią „Legendy Hollywoodu”[543]